# Palazzo Altemps

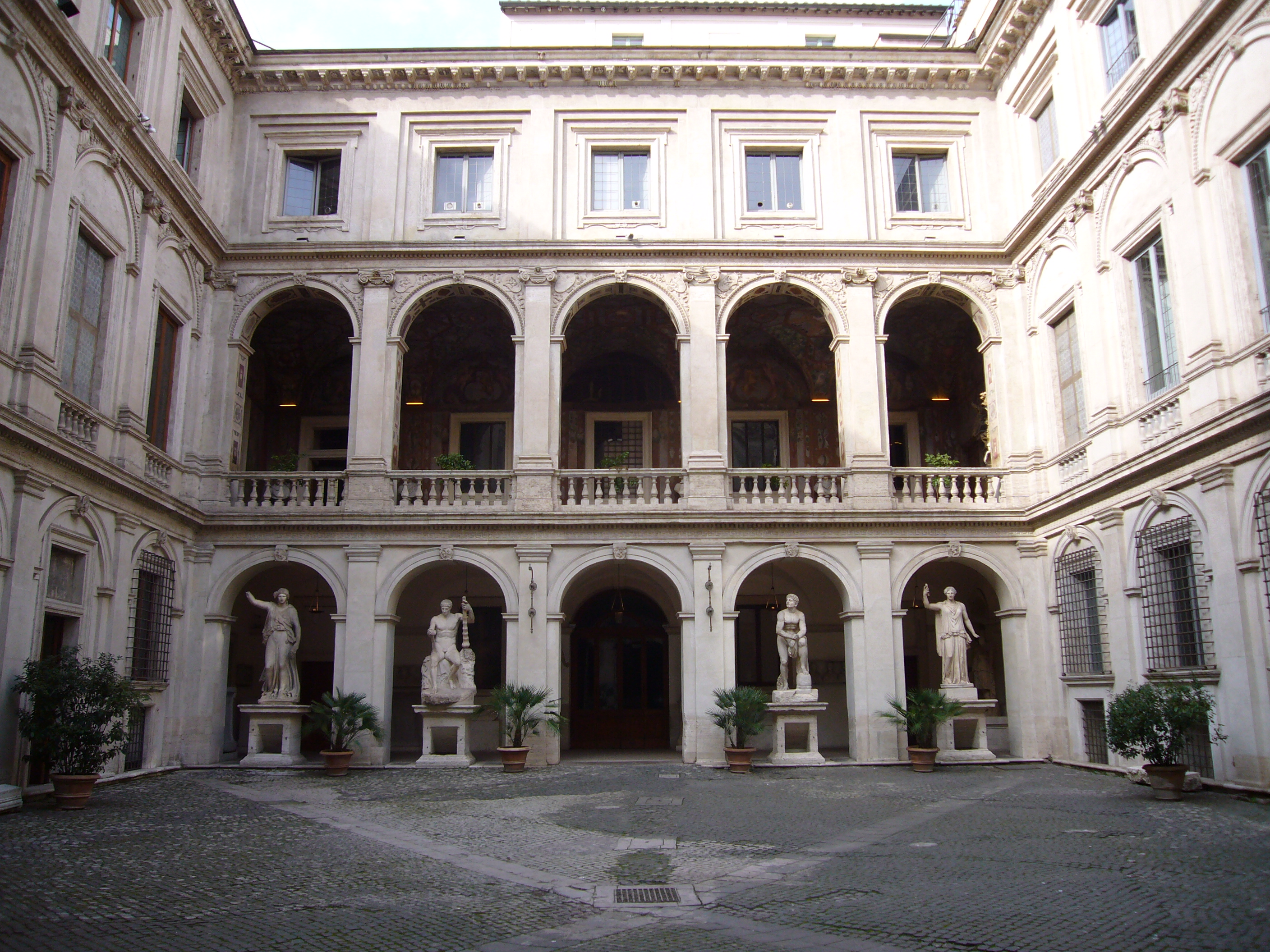
cortile

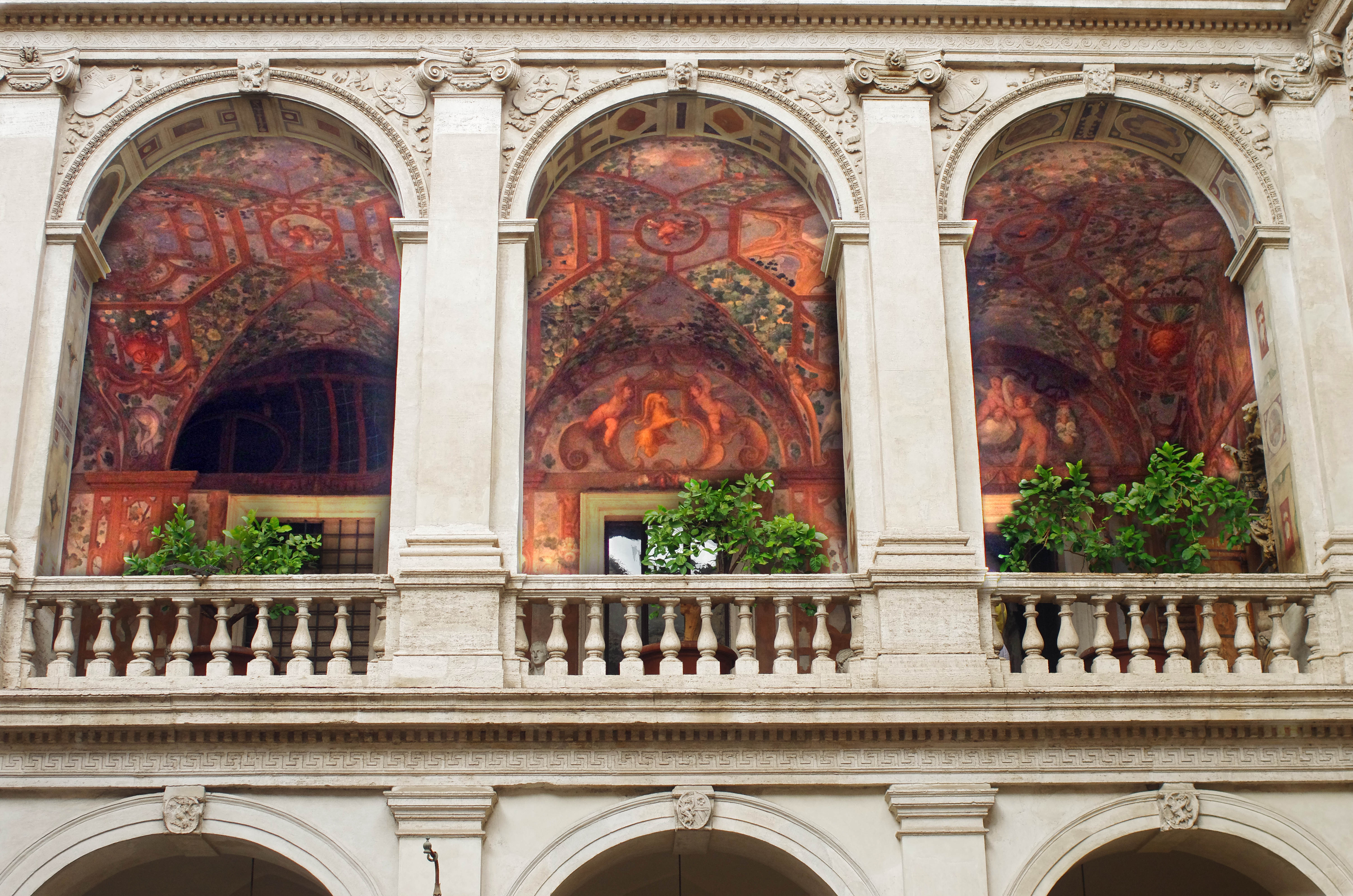
loggia del piano nobile con affreschi

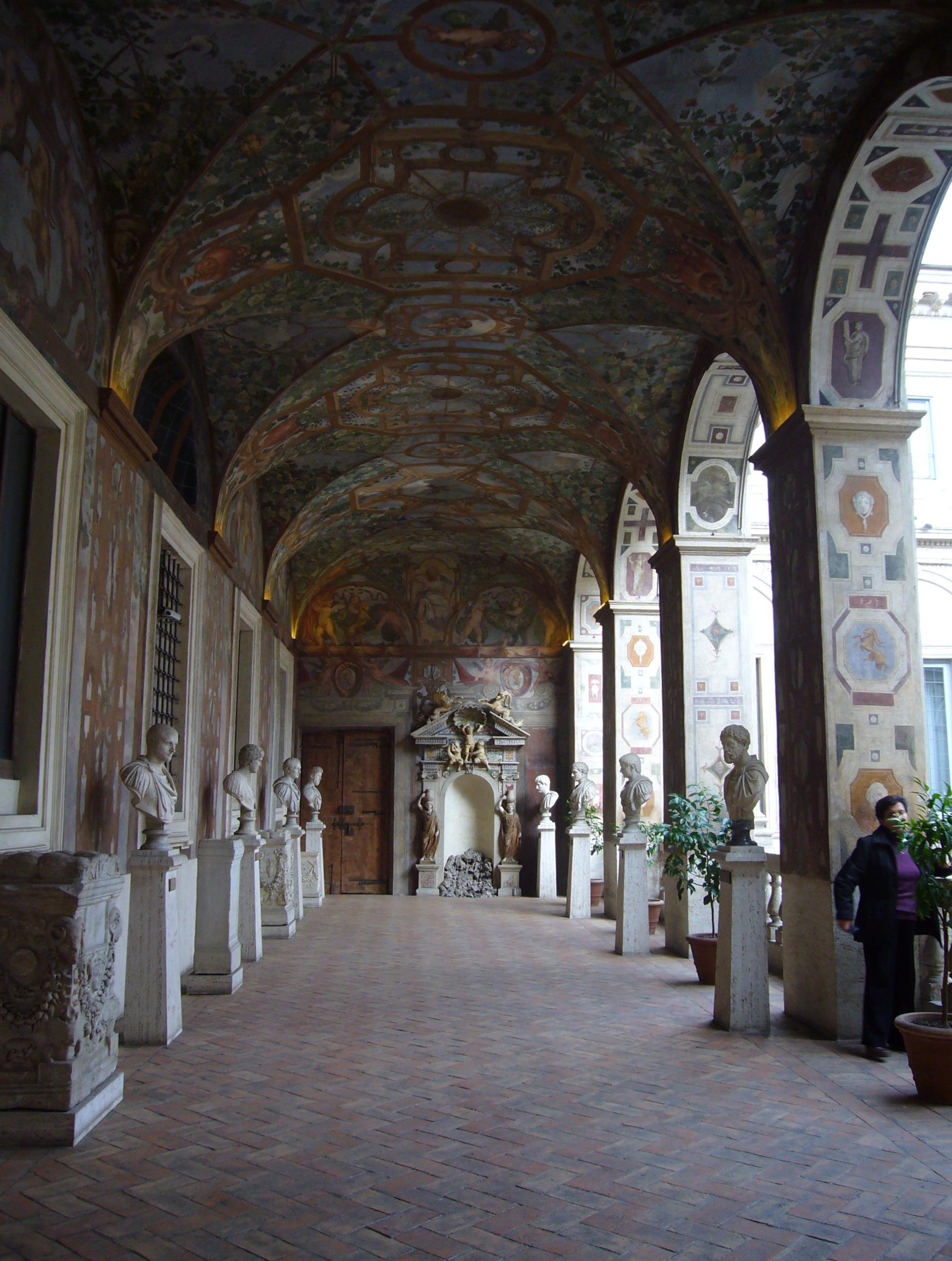
loggia del piano nobile

Palazzo Altemps, già Palazzo Riario, è un edificio storico di Roma progettato nel XV secolo da Melozzo da Forlì. Sorge nel rione Ponte in piazza sant'Apollinare, a poche decine di metri da piazza Navona. Dal 1982 è patrimonio dello Stato e ospita una delle quattro sedi del Museo nazionale romano. 

## Storia
L'edificio è il punto d'arrivo cinquecentesco di una serie di costruzioni che occuparono la zona fin dall'antichità. Secondo l'Armellini la vicinissima chiesa di Sant'Apollinare sorge sulle rovine di un tempio di Apollo.
Dall'epoca di Augusto il fulcro dell'attività della zona, 160 metri a monte del Ponte Elio, era costituito dall'essere sede di uno dei due porti marmorari di Roma (l'altro era alla Marmorata, oggi Testaccio) e Statio rationis marmorum, cioè ufficio del monopolio imperiale sulle cave. L'approdo fu scoperto nel 1891, documentato e poi distrutto durante i lavori per la costruzione dei muraglioni di contenimento del Tevere. Qui venivano scaricati e lavorati sia i marmi a destinazione architettonica utilizzati nel Campo Marzio, sia quelli destinati alla statuaria, in numerose botteghe di cui sono state trovate tracce in tutta la zona tra Sant'Andrea della Valle, la Chiesa Nuova e il fiume. In alcuni casi sono stati ritrovate anche opere non finite e attrezzi, pertinenti alla fine del periodo di Traiano, come se le botteghe fossero state abbandonate in tutta fretta.
Con la feudalizzazione di Roma e l'occupazione dei resti antichi da parte delle famiglie baronali, la città si divise in un settore Ghibellino ad est controllato dai Colonna e in un settore Guelfo controllato dagli Orsini. Il cammino di ronda che divide tuttora il rione di Parione da quello di Colonna correva lì presso, lungo l'attuale Vicolo dei Soldati.
Finite l'esigenza di fortificare e la depressione conseguente alla cattività avignonese, il Campo Marzio fu di nuovo intensamente urbanizzato: è nel XV secolo che comincia a nascere il palazzo Altemps quale oggi lo conosciamo, nel dominio di diversi personaggi che si successero nel tempo a partire da Girolamo Riario, che ne fece fare il disegno al celeberrimo Melozzo da Forlì, cui commissionerà anche altri palazzi, nei territori della sua signoria, a Imola e Forlì. Girolamo, nipote (o forse figlio naturale) di Sisto IV, che su di lui aveva investito tutte le proprie attenzioni nepotistiche, avrebbe voluto completarne l'edificazione per il suo matrimonio con Caterina Sforza, nel 1477, ma i lavori non furono conclusi prima del 1480.
Caduta con la fine di Sisto IV la fortuna dei Riario, nel 1511 il palazzo fu acquistato, ampliato e decorato dal cardinale Francesco Soderini (architetti Antonio da Sangallo il Vecchio e Baldassarre Peruzzi, al cui intervento si deve il cortile maggiore). Tra il 1513 e il 1518 fu dimora del cardinale mediceo Innocenzo Cybo, in seguito vescovo di Genova, arcivescovo di Torino e Legato pontificio della Provincia Romandiolæ presso Bologna.
Dopo essere stato residenza degli ambasciatori spagnoli il palazzo fu acquistato nel 1568 dal cardinale austriaco Marco Sittico Altemps, figlio della sorella di Pio IV, che ne fece la residenza del casato ormai italianizzato. Si deve a lui l'istituzione della Biblioteca Altempsiana, poi confluita nella Vaticana, e la prima collezione di sculture antiche. A questi anni risale la nobiltà ma anche la storia "nera" della famiglia: il figlio naturale di Marco Sittico, Roberto, prefetto delle armi papali in Avignone sotto Sisto V Peretti e primo duca di Gallese, fu accusato di adulterio e fatto decapitare a 20 anni, nel 1586, proprio da Sisto V, per aver sposato una degli Orsini, suoi nemici giurati.
Qualche papa dopo, Clemente VIII Aldobrandini, nel 1604, donò alla famiglia le spoglie di papa Aniceto per arricchirne la cappella privata, ma a memoria imperitura del sopruso, il figlio Giovanni Angelo Altemps, secondo duca di Gallese, fece dipingere nella stessa cappella del palazzo, nel 1617, un grande affresco che riproduceva la decapitazione del padre.
È a Giovanni Angelo Altemps che si deve il primo teatro (poi denominato Teatro Goldoni), costruito nel palazzo. Ed è qui che nel 1690 venne fondata l'Accademia dell'Arcadia.
Nel Settecento il palazzo fu affittato come sede diplomatica francese dal cardinale Melchior de Polignac e fu sede di grande mondanità e lusso: vi recitò tra l'altro Metastasio e vi suonò anche Mozart, durante il suo soggiorno romano.

Atleta, presso il Cortile di Palazzo Altemps

Passato nel XIX secolo alla Santa Sede, ha ospitato dal 1871 al 1903 l'istituto scolastico de Merode, trasferito successivamente nei pressi di piazza di Spagna. Fu acquisito al patrimonio dello Stato nel 1982 tramite l'acquisto da parte del Ministero dei Beni Culturali. Il palazzo da allora costituisce una delle quattro sedi del Museo Nazionale Romano. Tale utilizzo fu preceduto da un restauro assai curato della struttura architettonica e da recuperi molto interessanti dell'apparato decorativo. In particolare, sono emersi nella Sala della piattaia affreschi attribuiti alla scuola di Melozzo da Forlì.

## La galleria delle opere
Molte opere di Palazzo Altemps sono imitazioni romane di originali greci; notevoli eccezioni sono l'acrolito Ludovisi e il trono Ludovisi, originali greci che è stato ipotizzato provengano dalla Magna Graecia. Non frutto di imitazione sono i busti di personaggi romani e i sarcofagi.

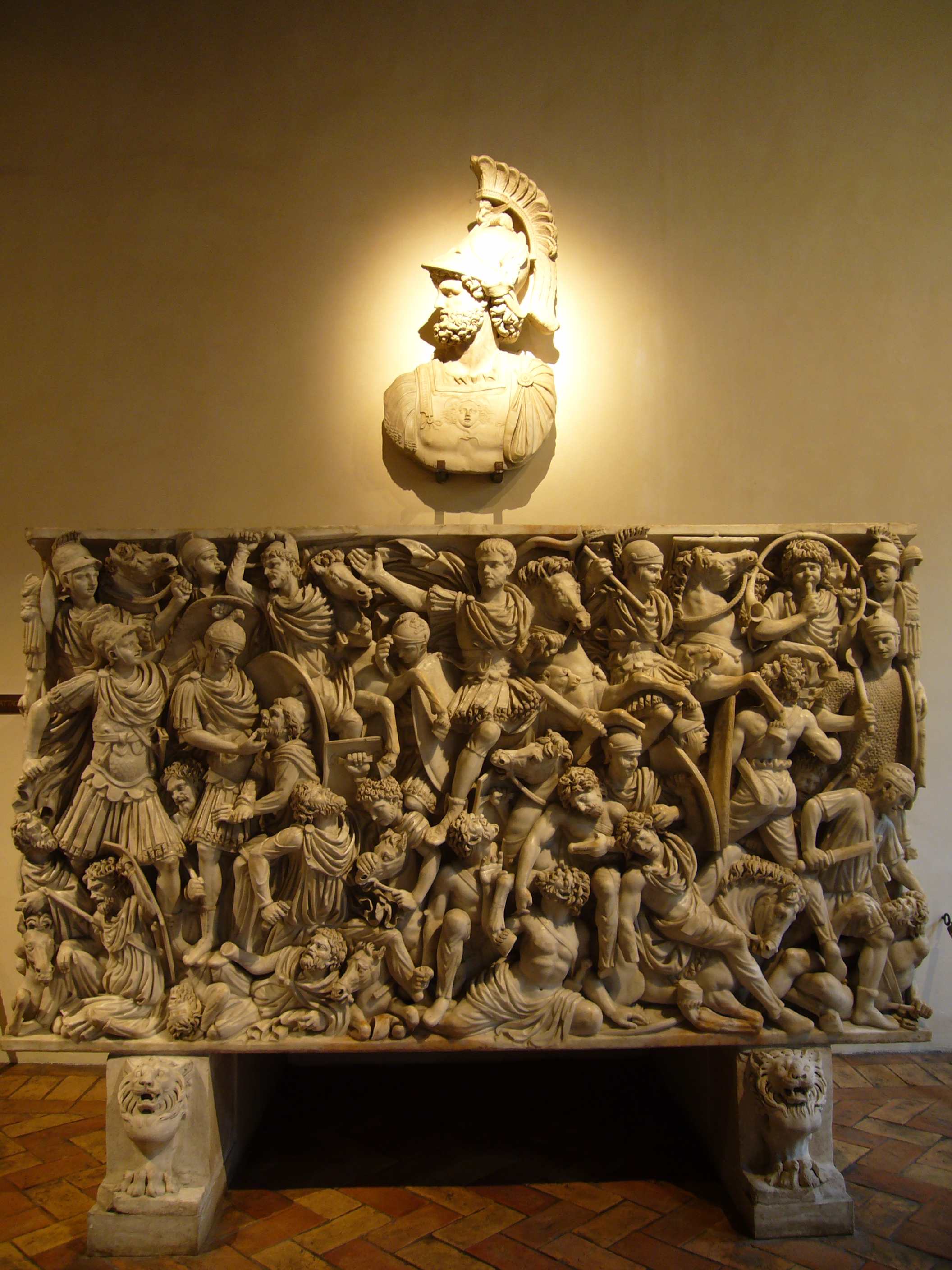
Marte e sarcofago Grande Ludovisi
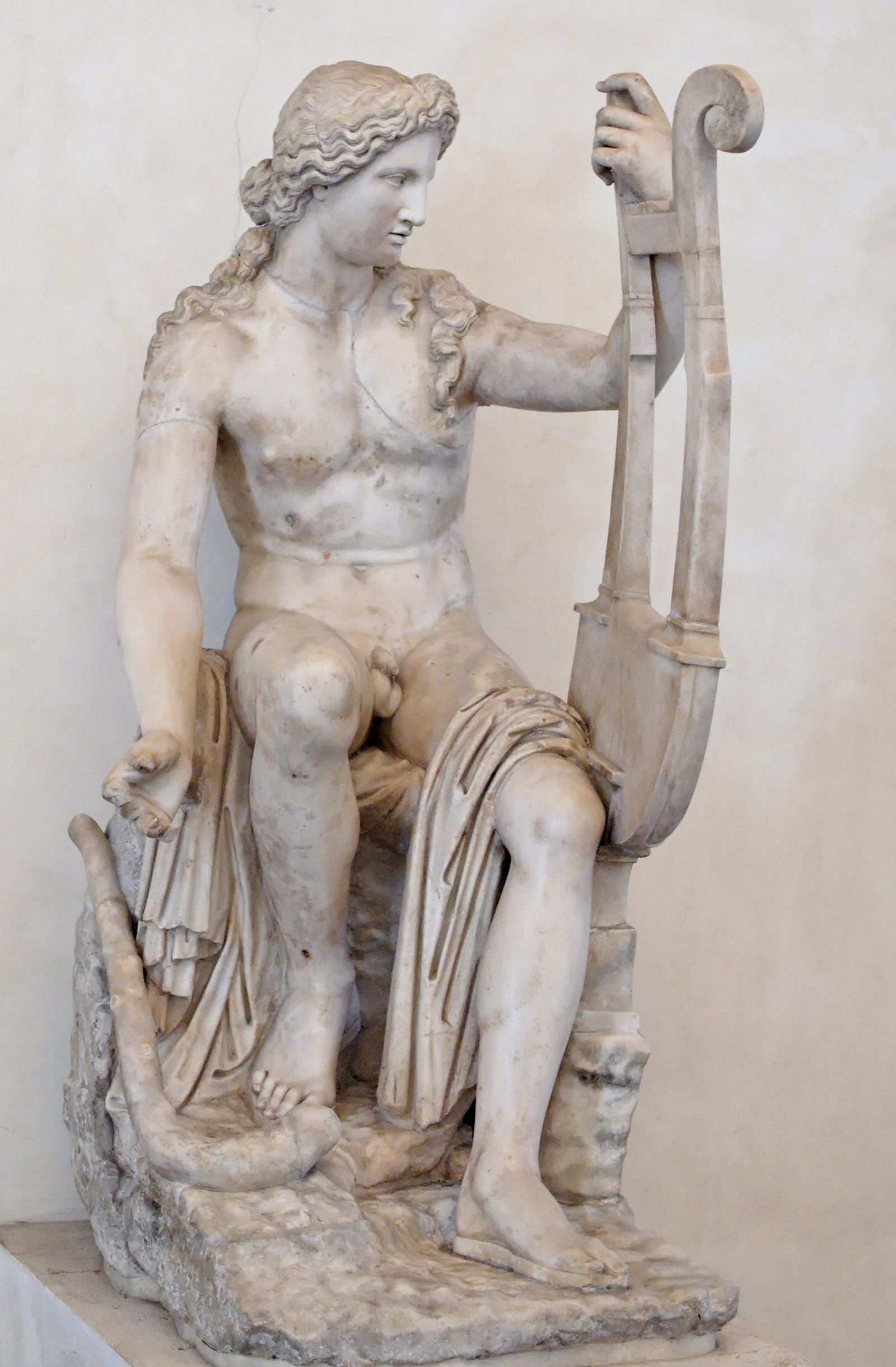
Apollo Kitharoidos
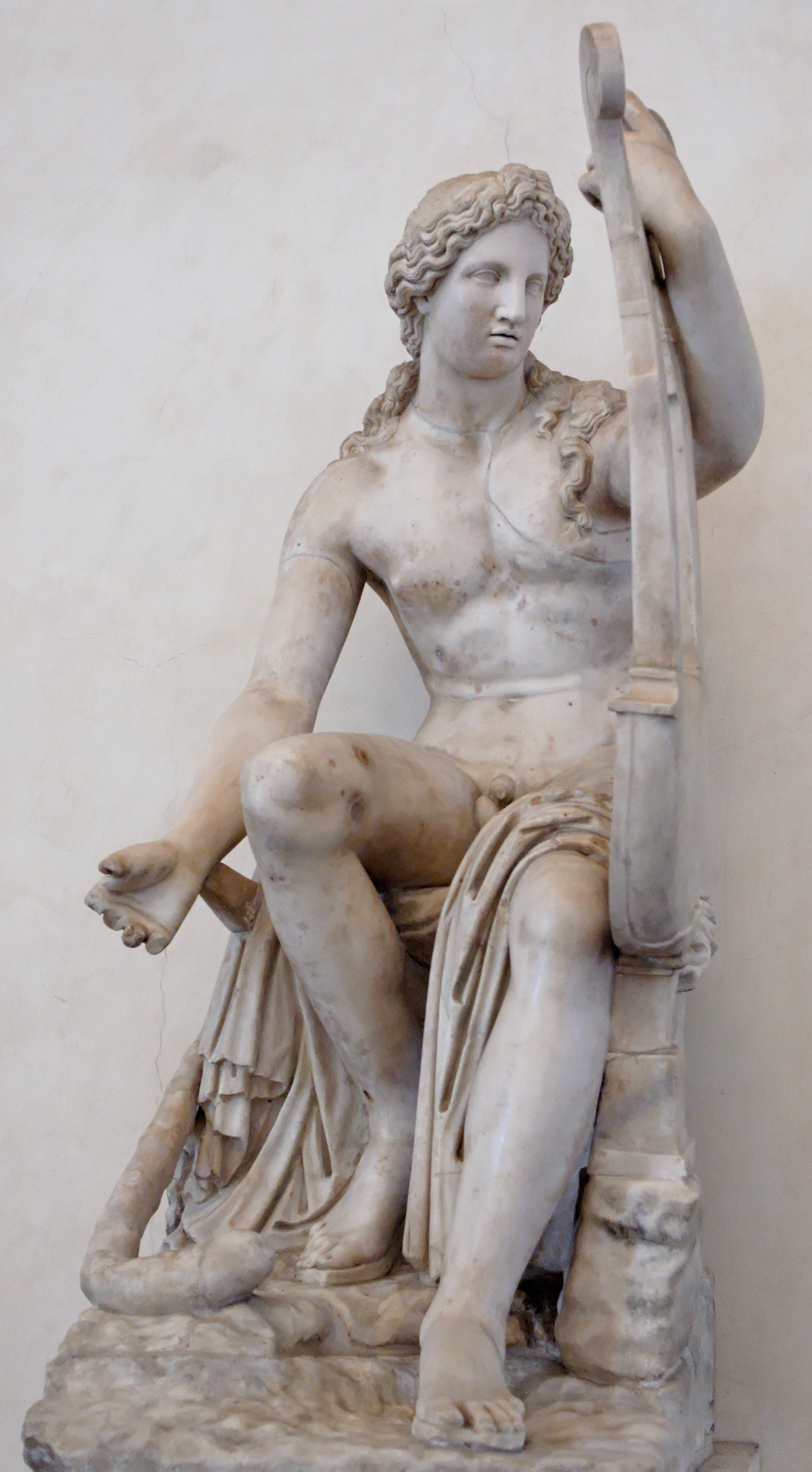
Apollo Kitharoidos
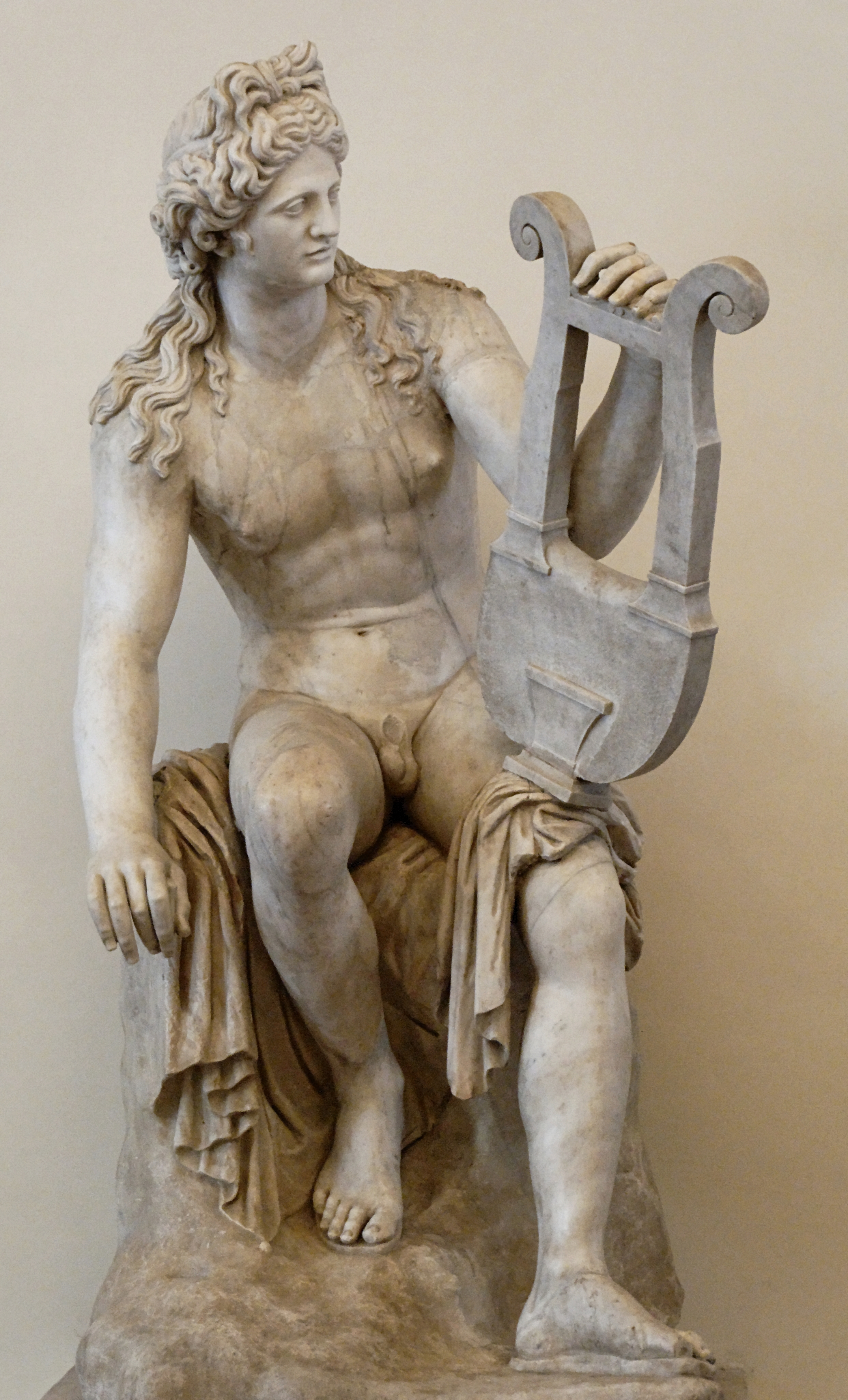
Apollo Kitharoidos
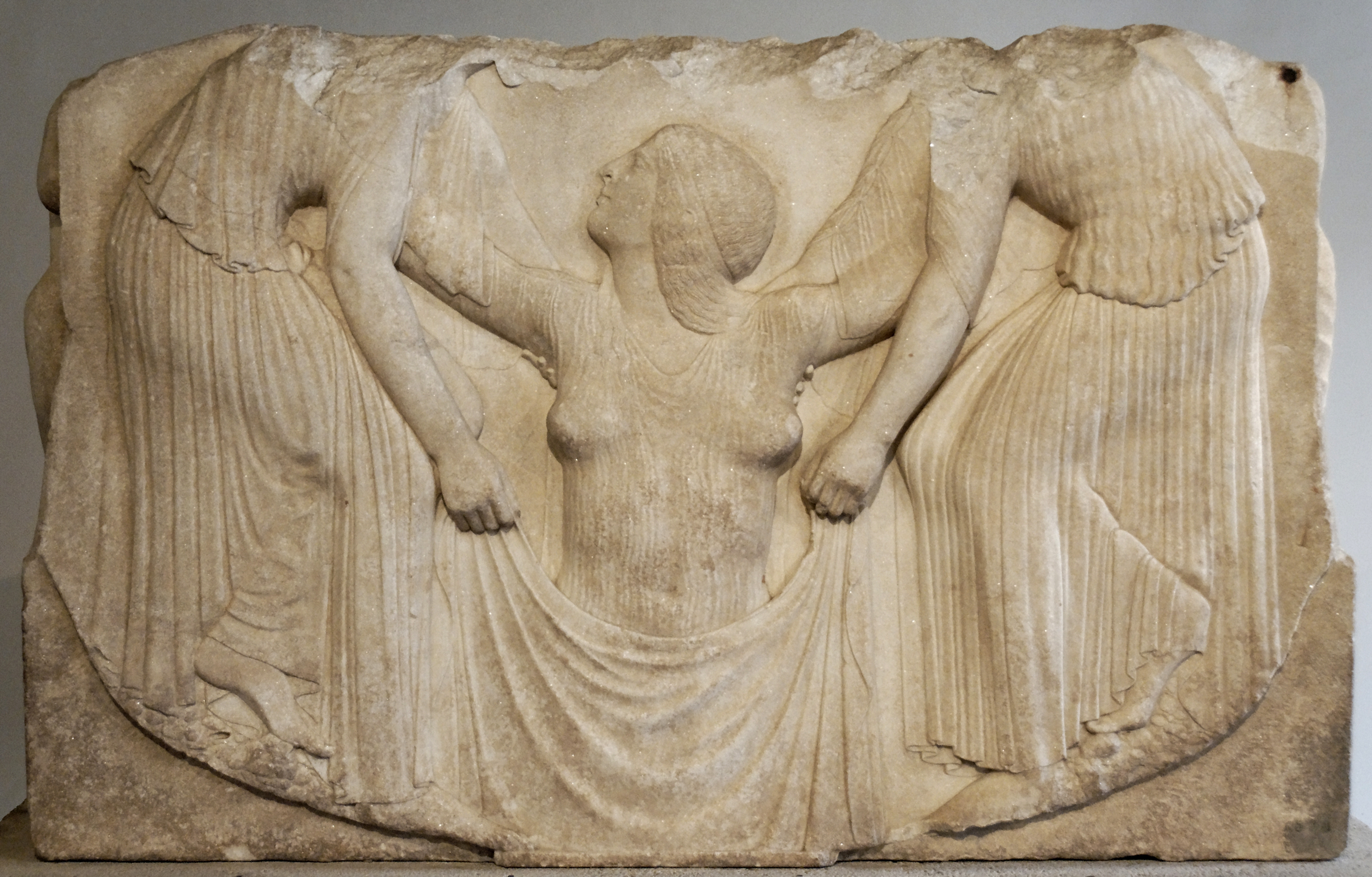
Afrodite (trono Ludovisi)
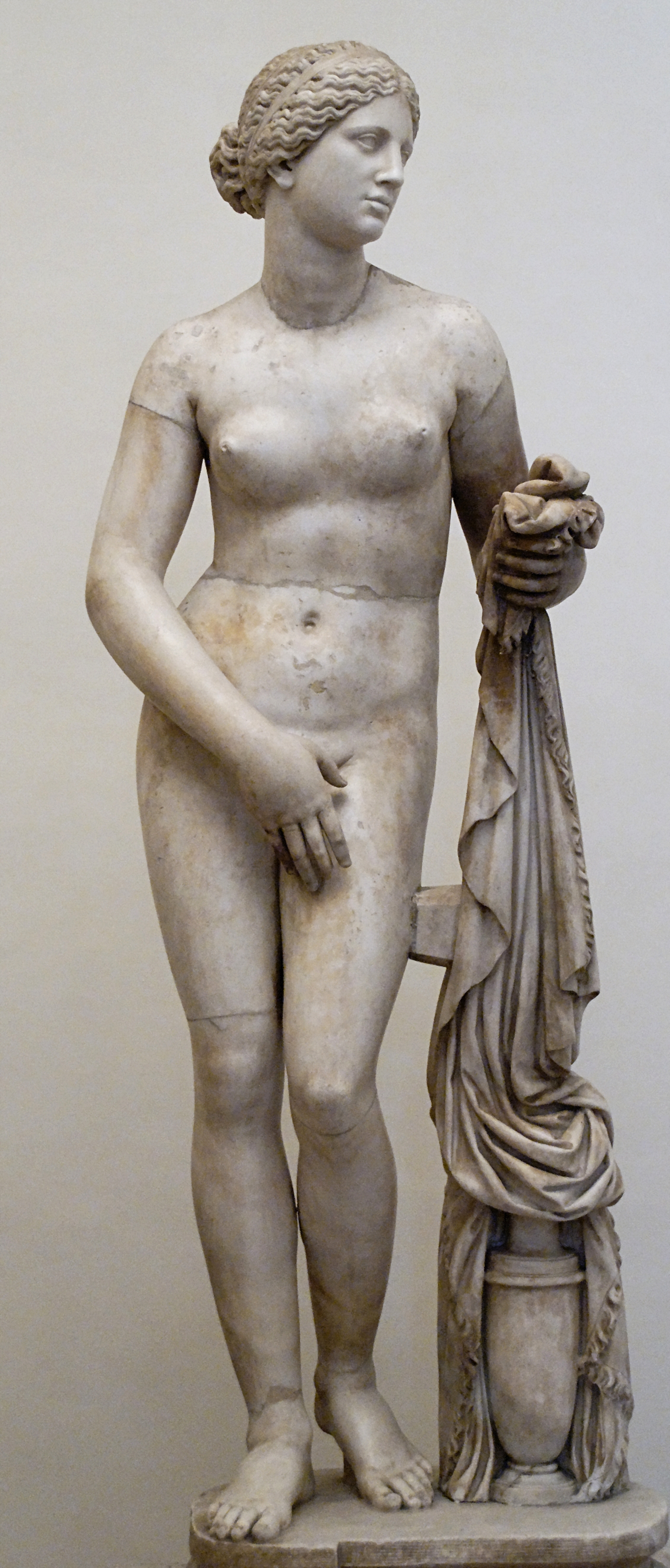
Venere Altemps o Afrodite di Cnido
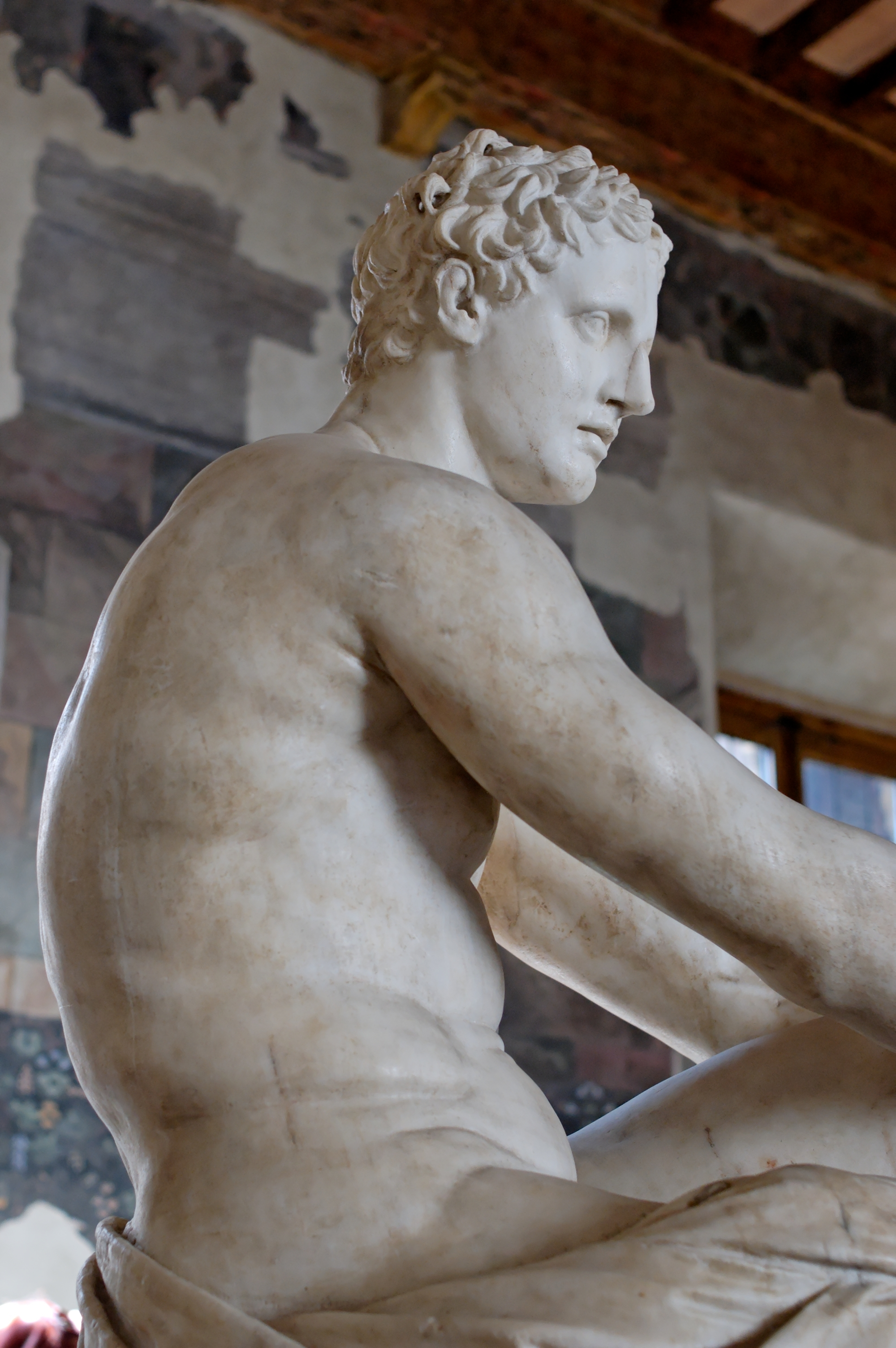
Marte o Ares Ludovisi
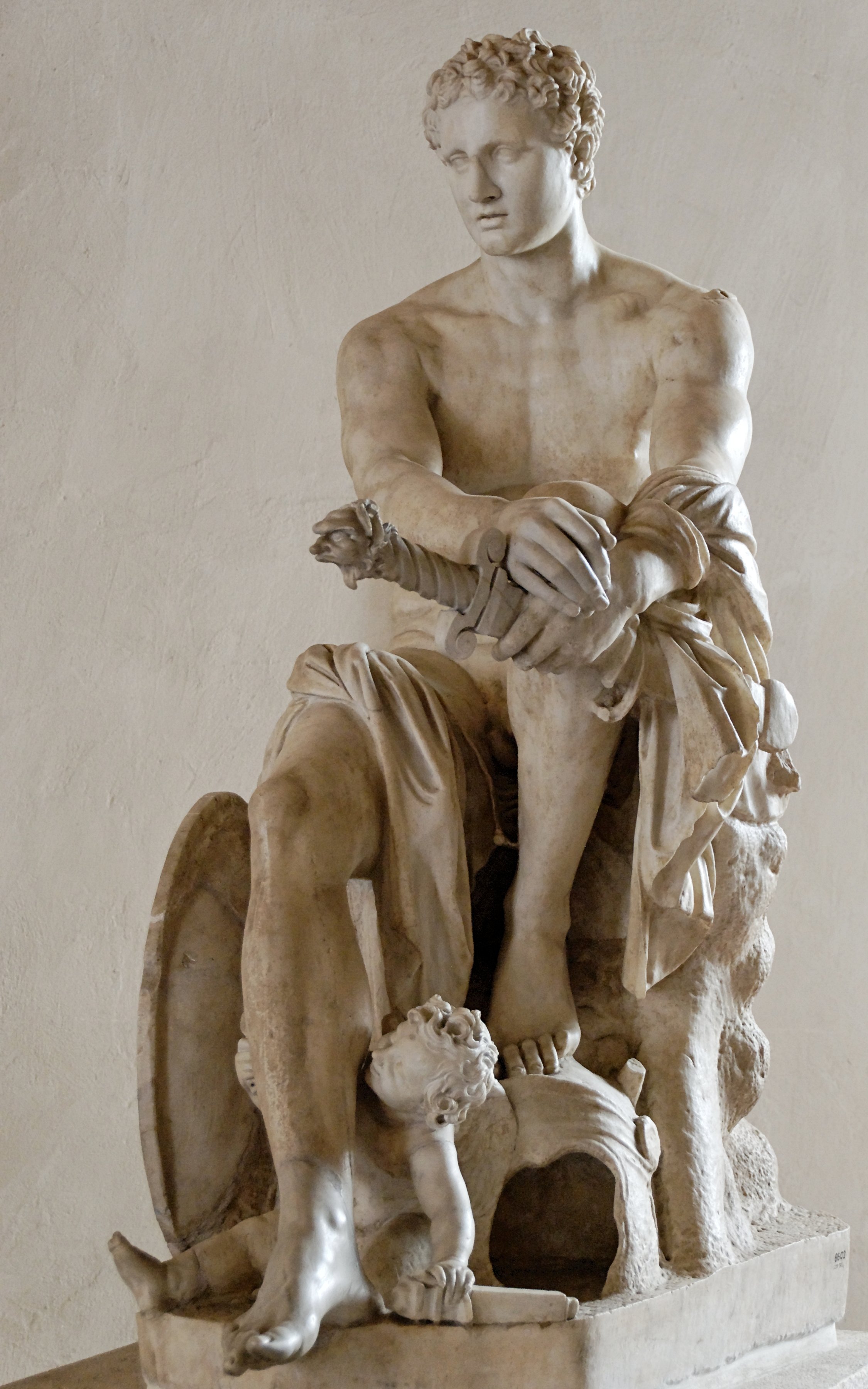
Marte o Ares Ludovisi
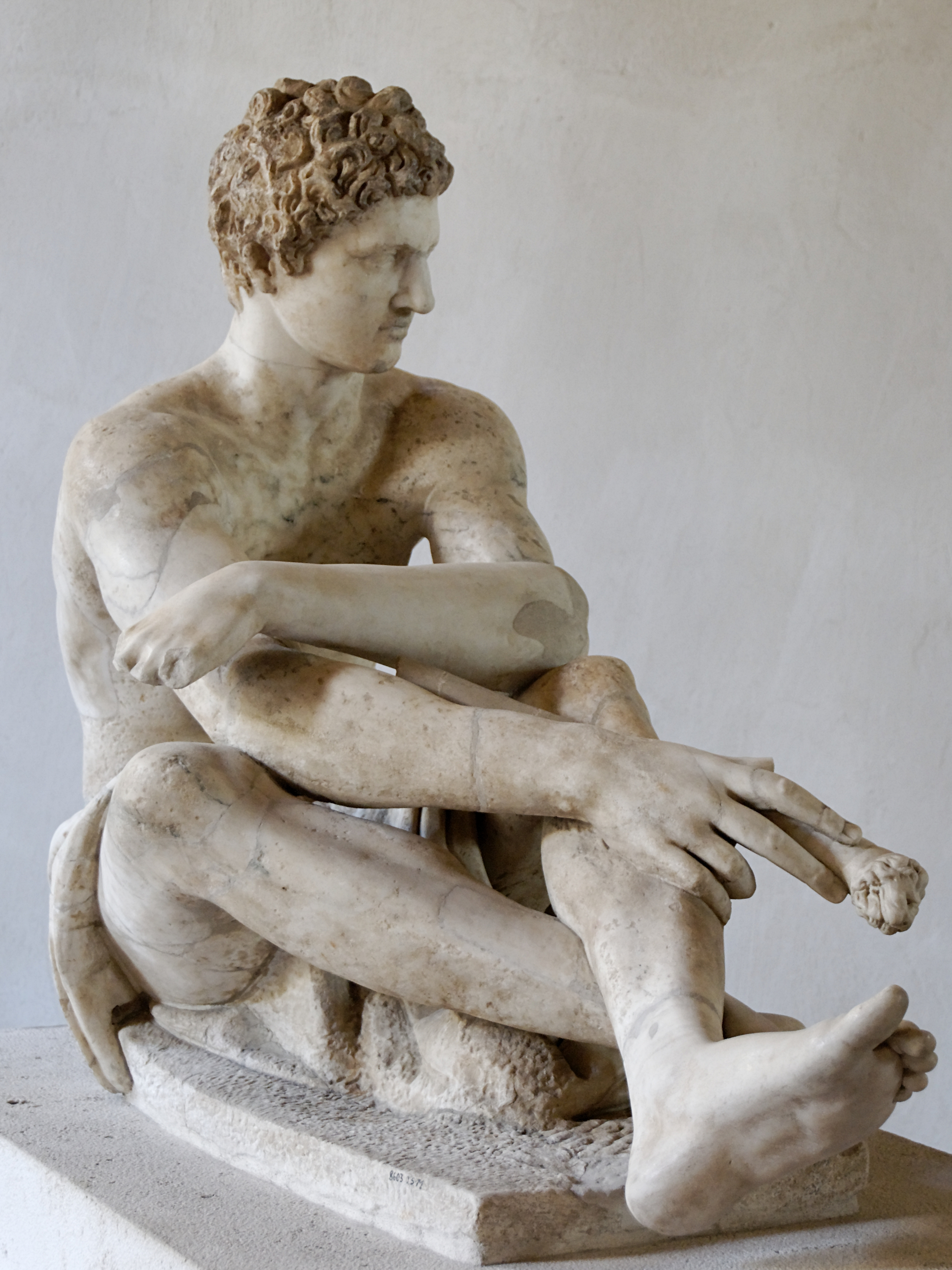
Guerriero seduto
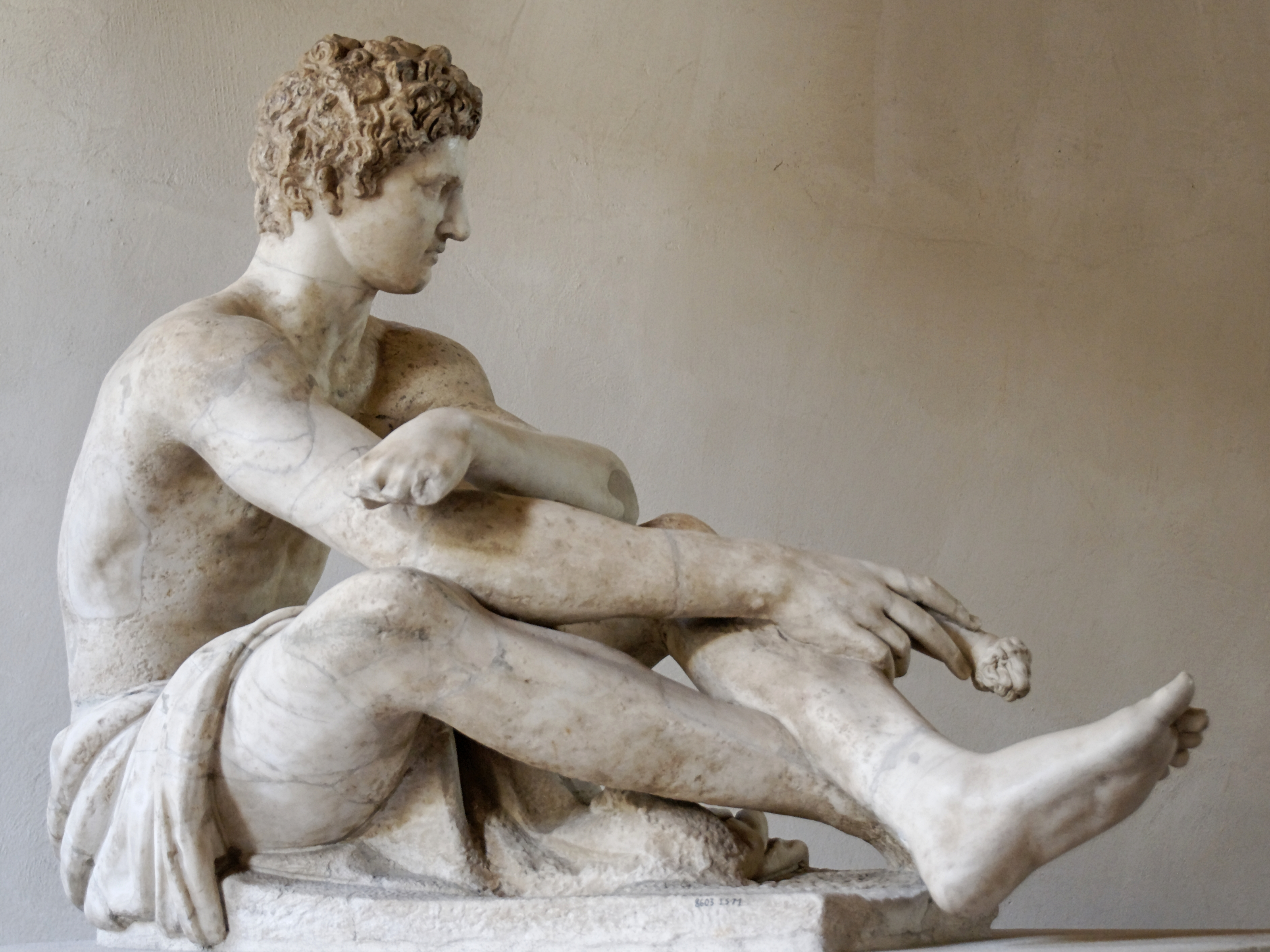
Guerriero seduto
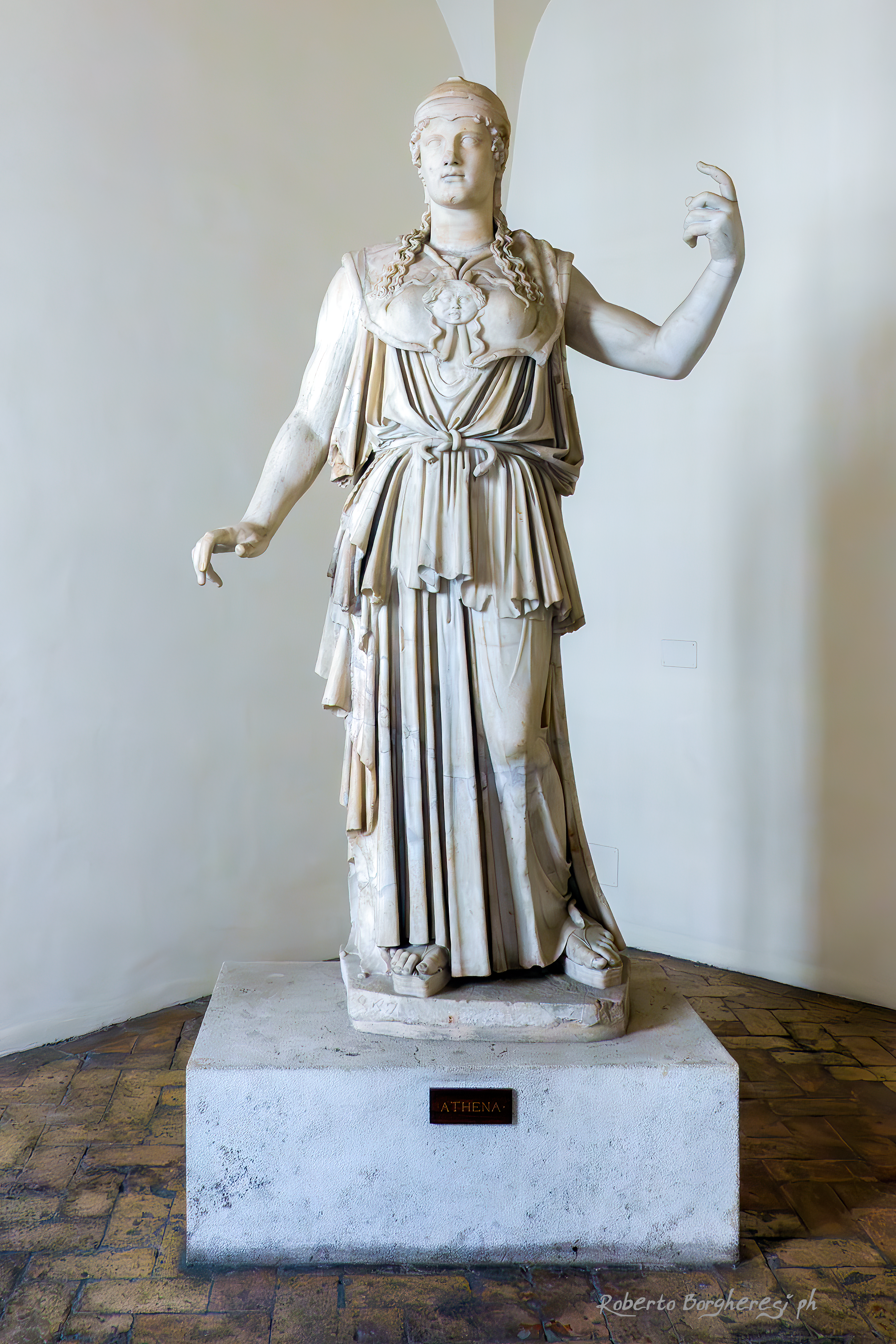
Athena Parthenos
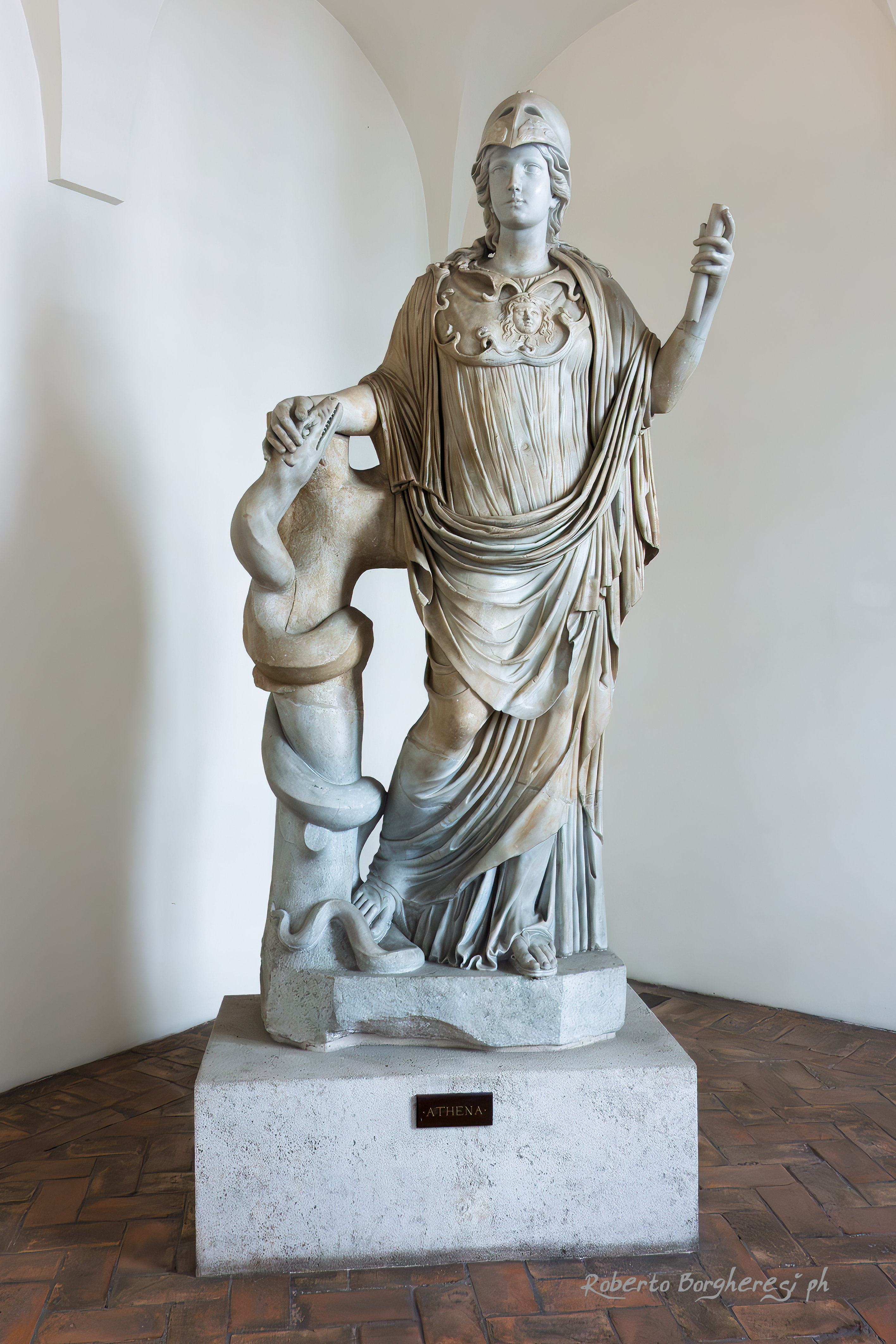
Athena con Serpente
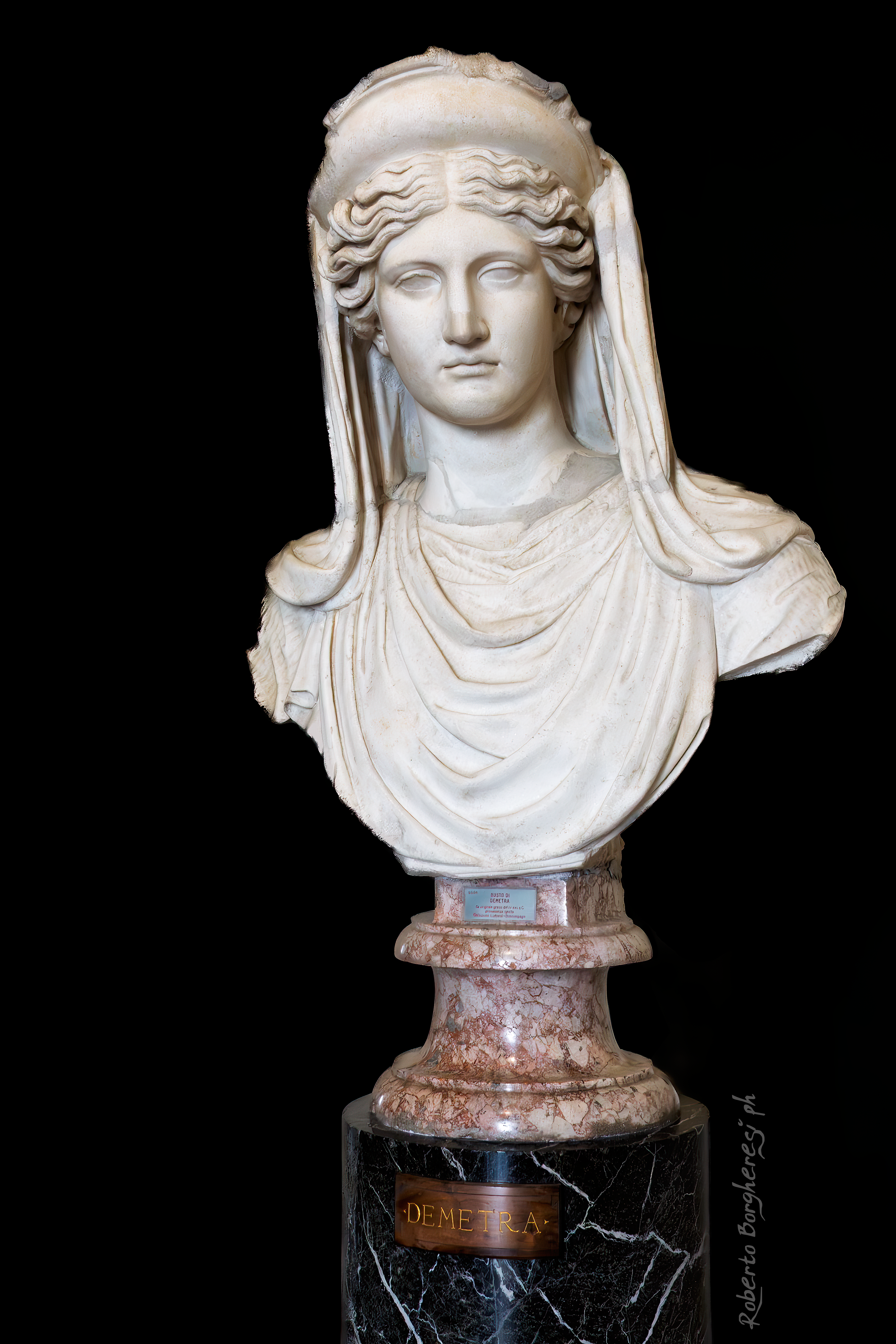
Demetra
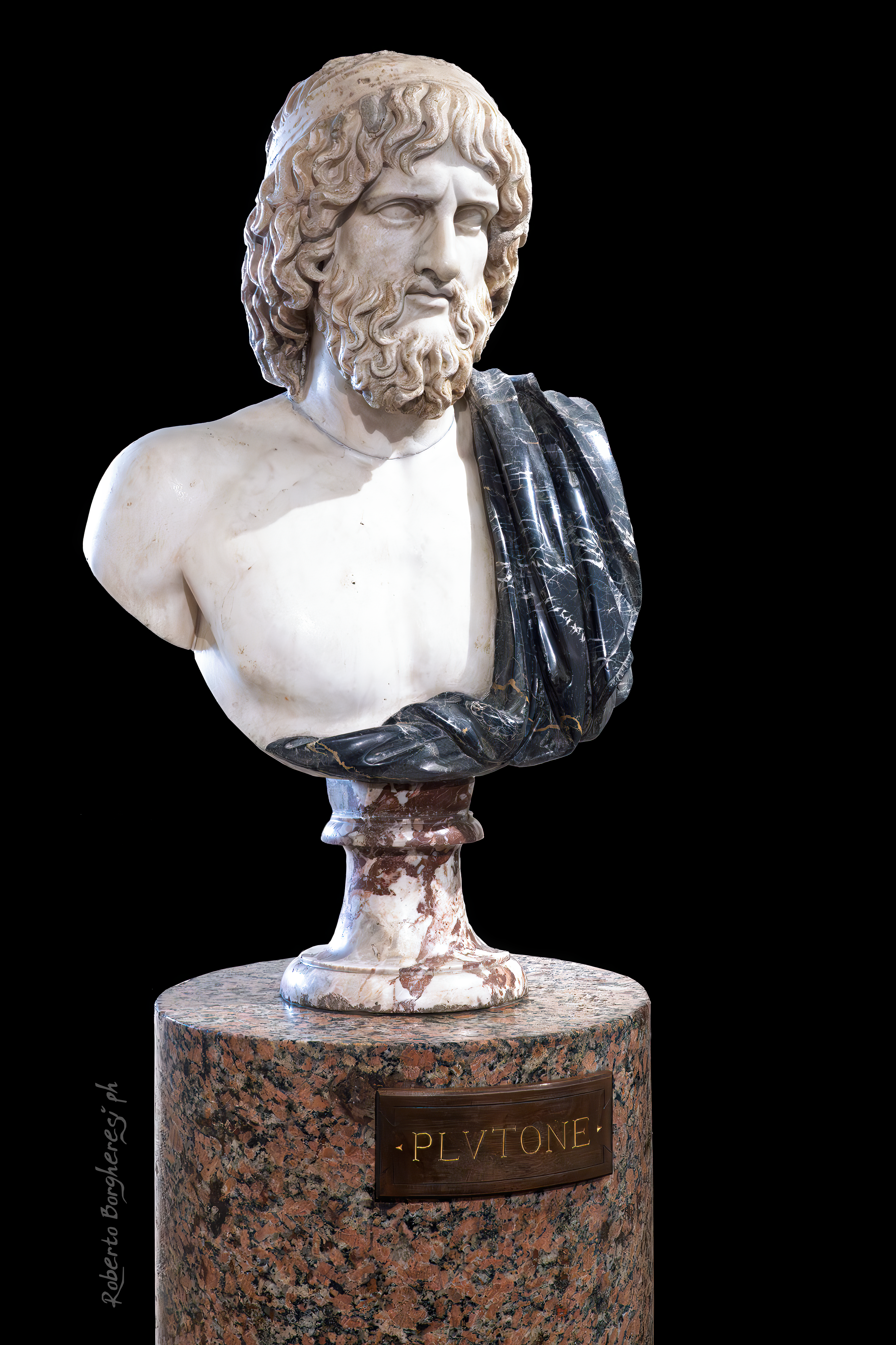
Plutone
Giove, o Zeus
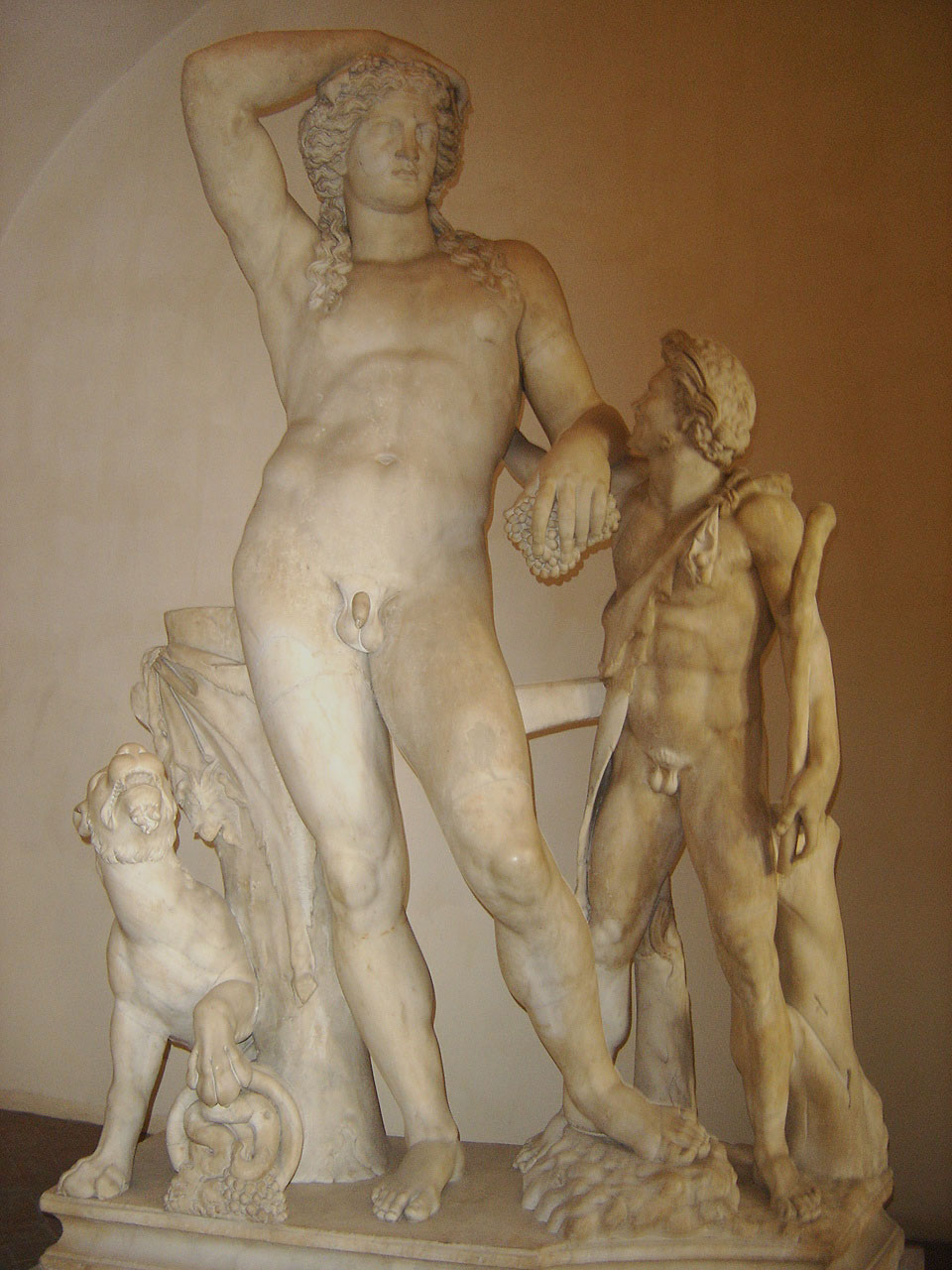
Dioniso o Bacco
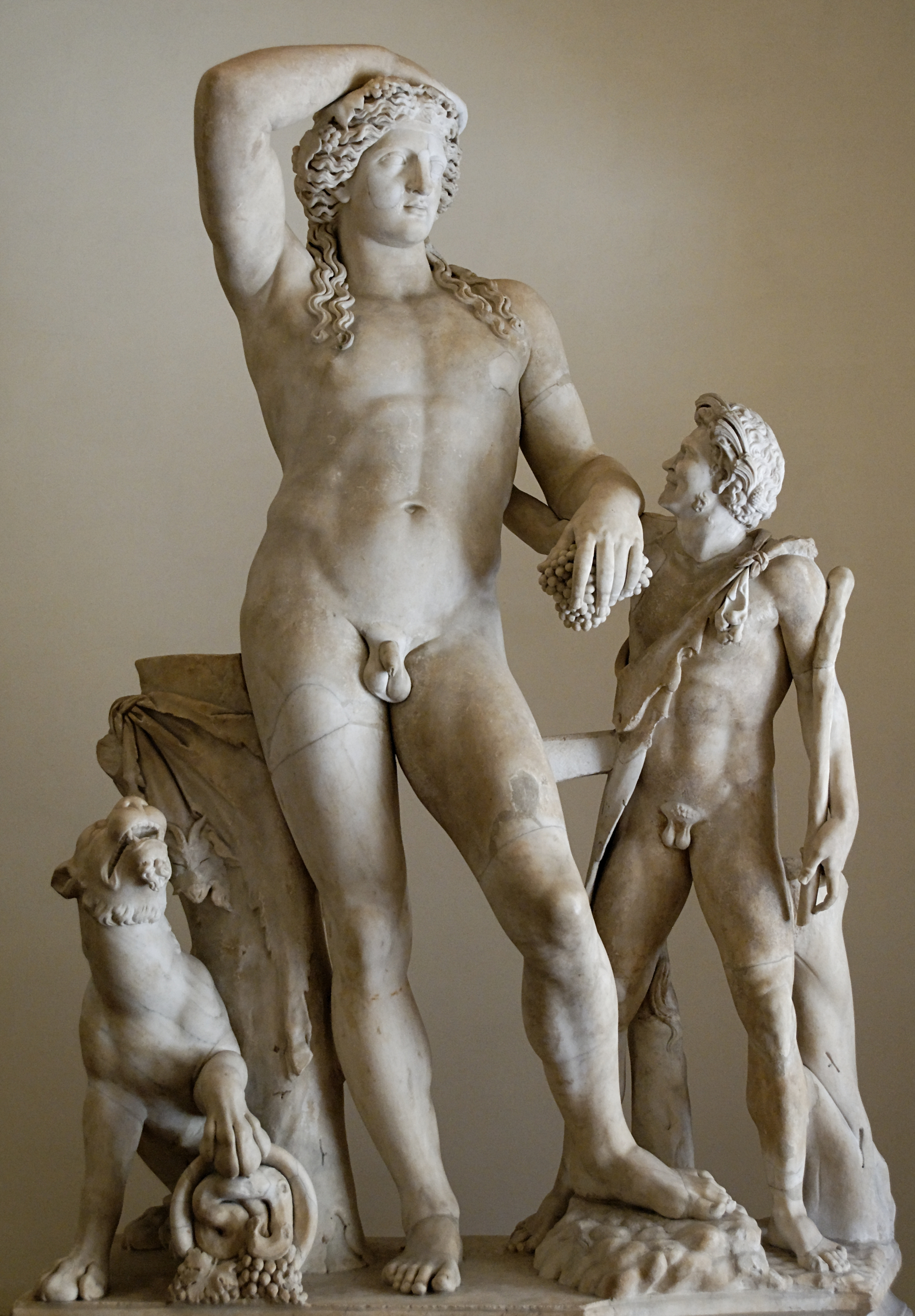
Dionisio (o Bacco) Ludovisi
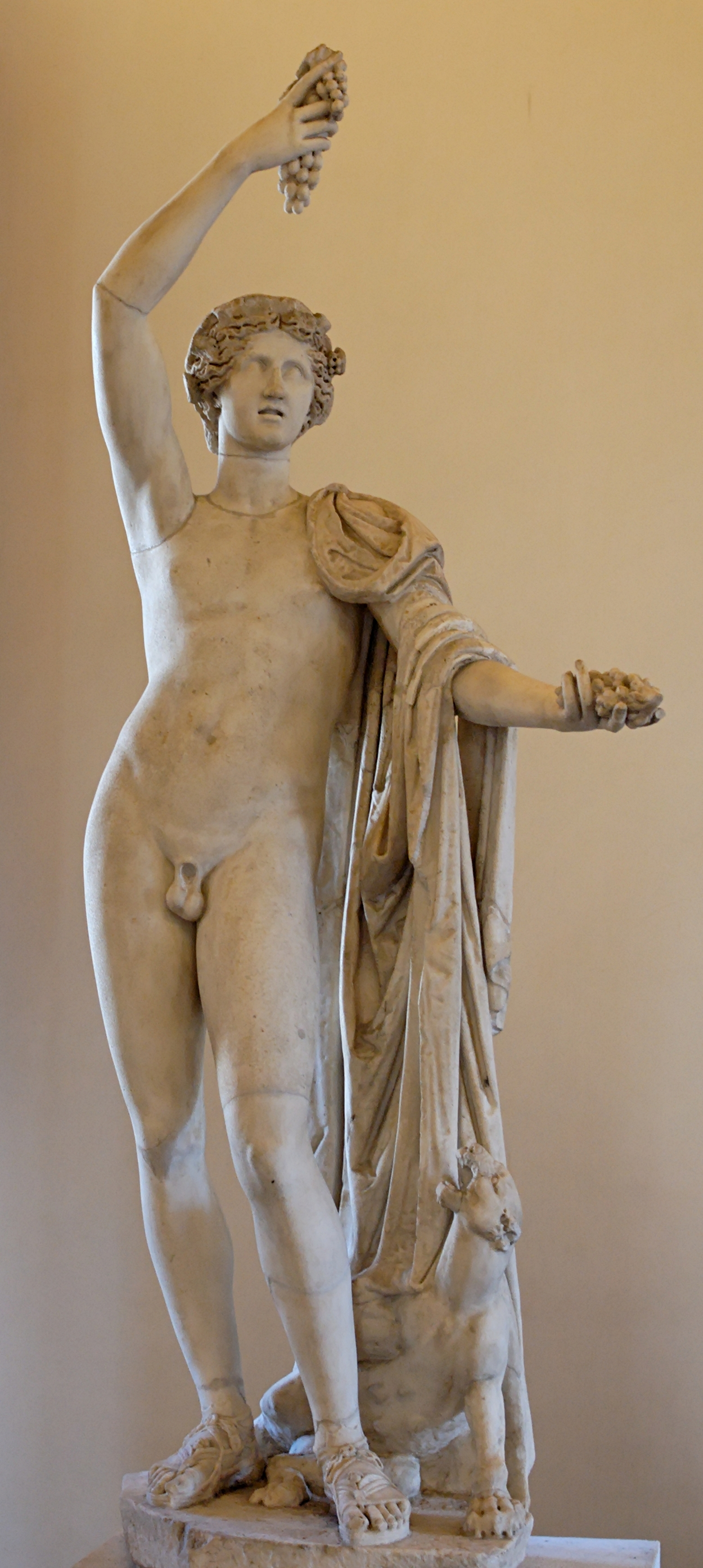
Dioniso o Bacco
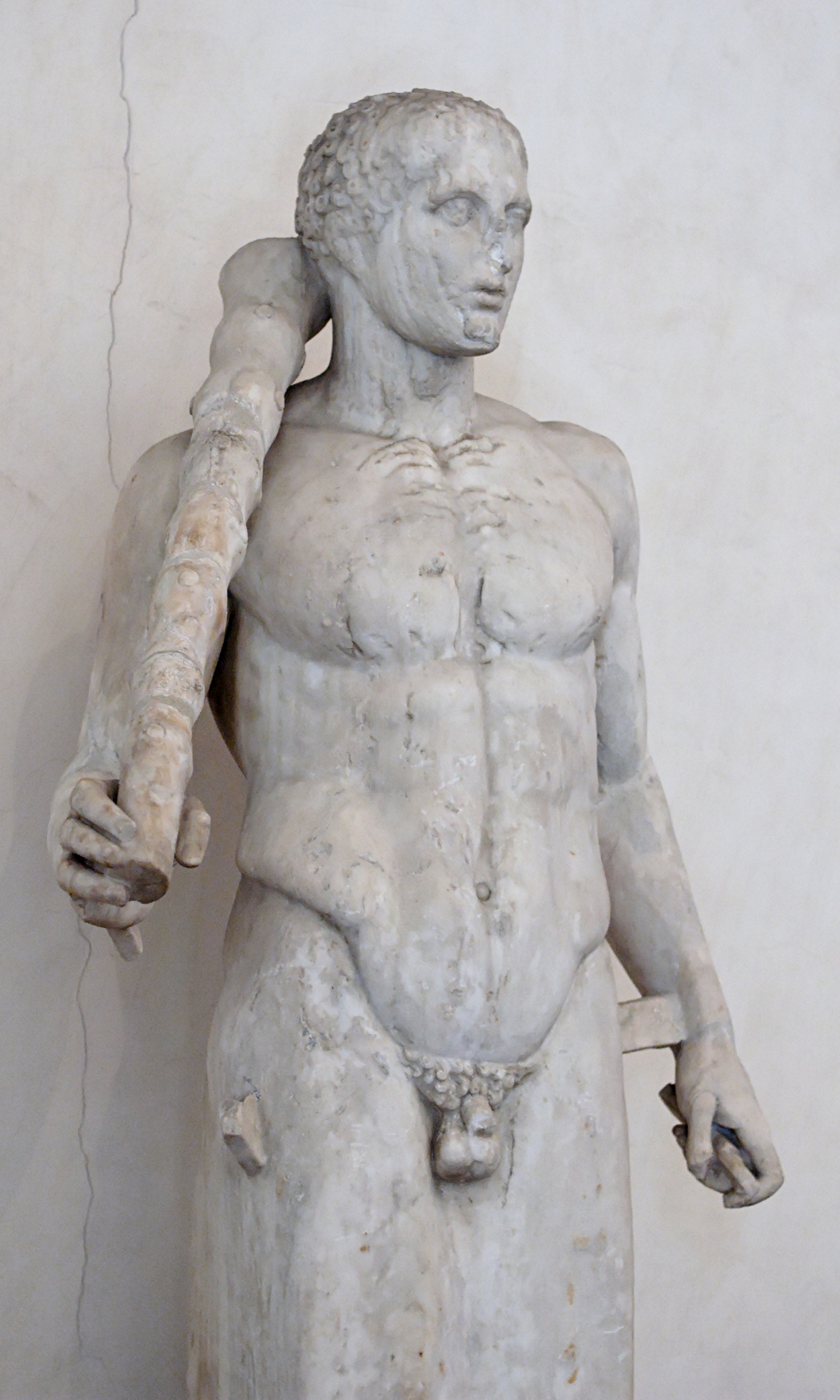
Ercole
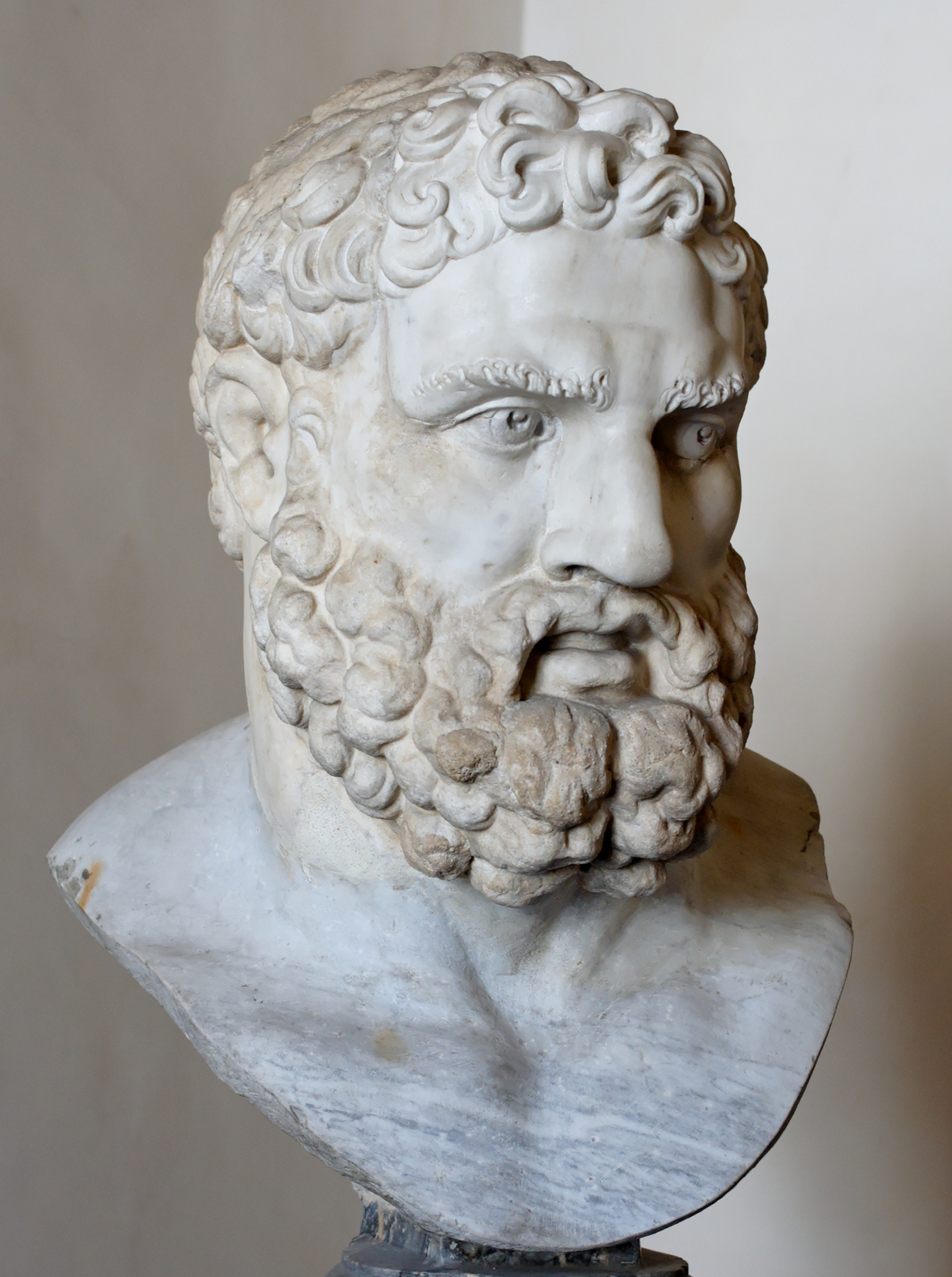
Ercole Farnese
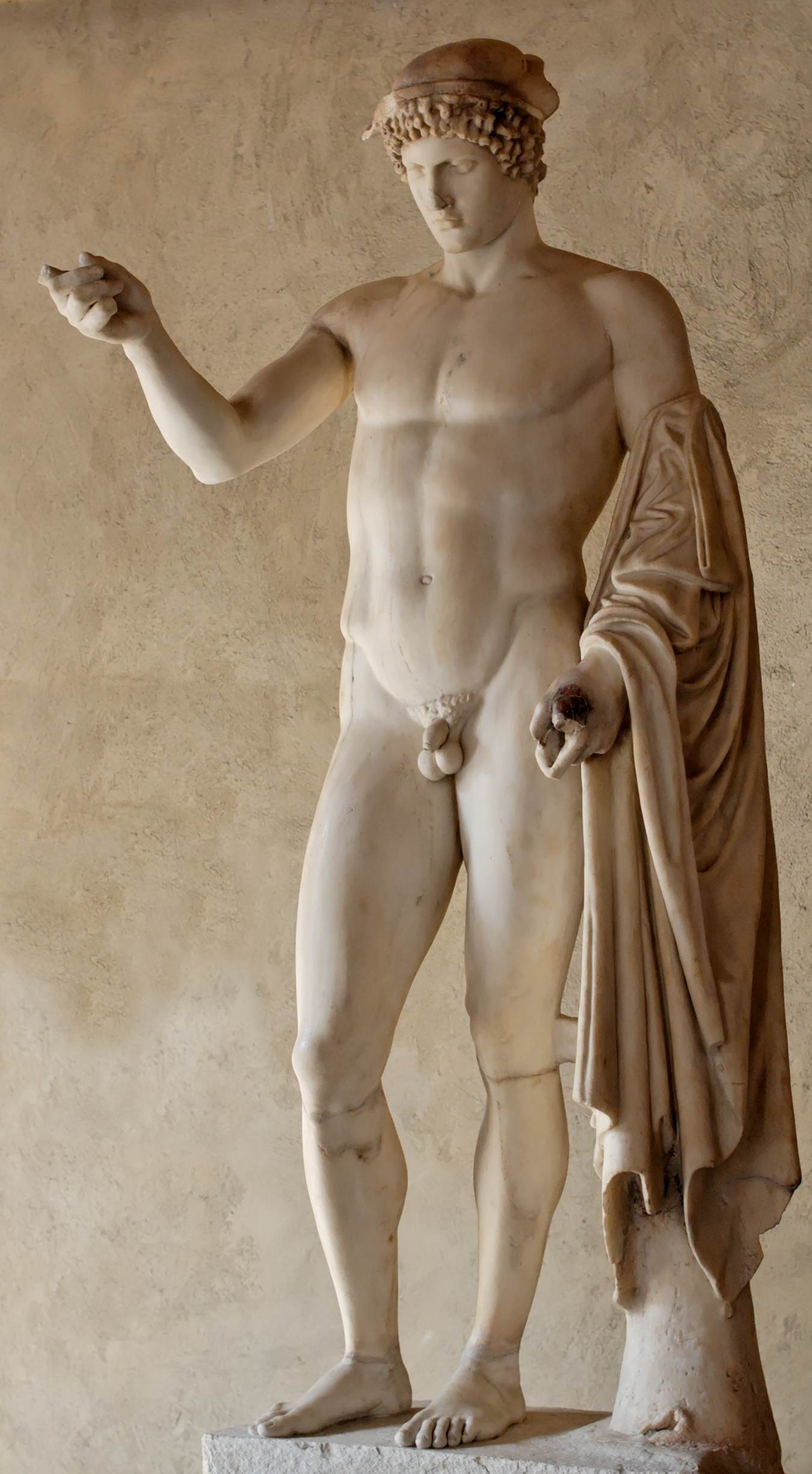
Ermes Ludovisi o Ermes Logios o Mercurio oratore
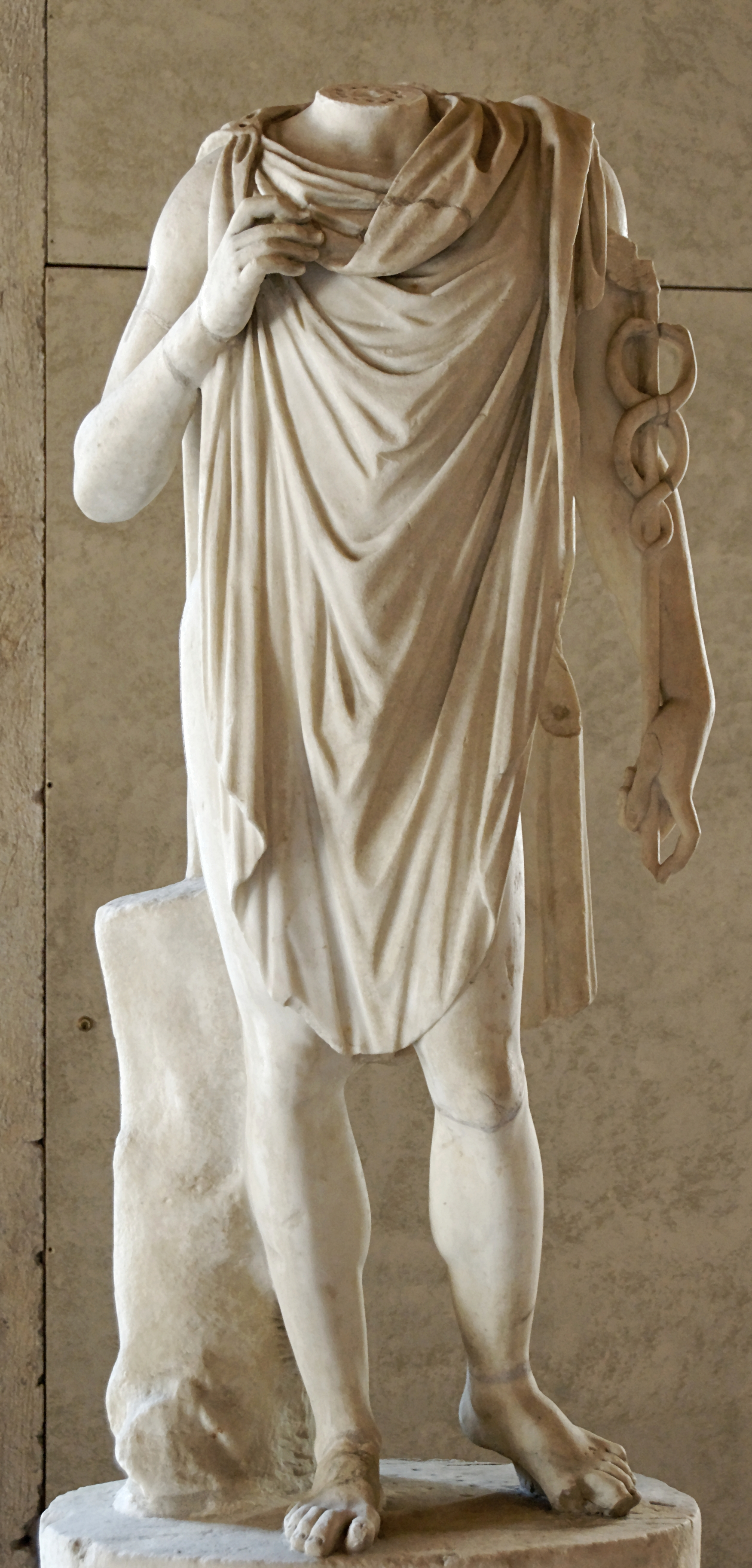
Ermes o Mercurio
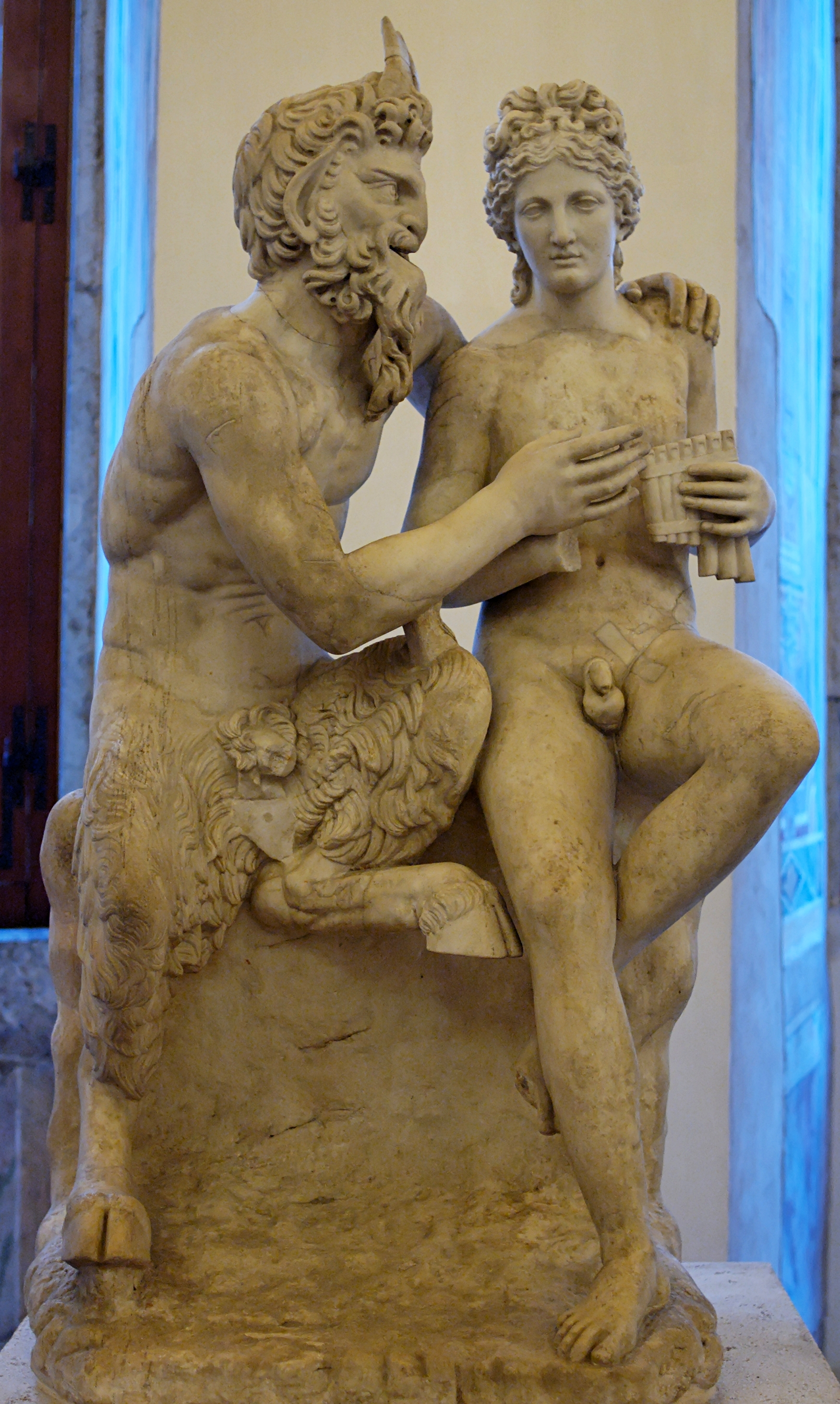
Pan e Dafni
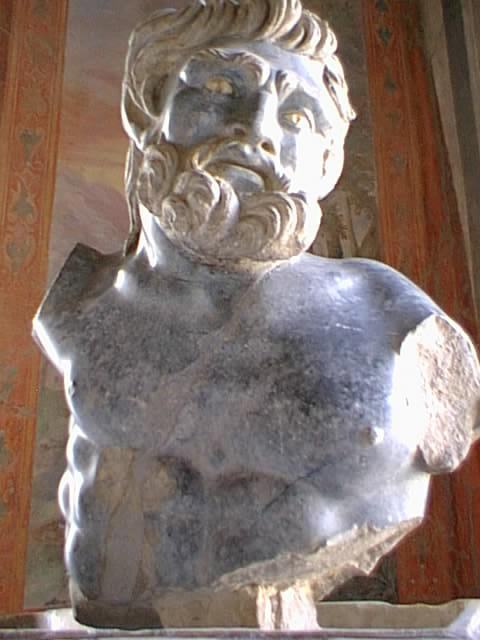
Il satiro drammatico
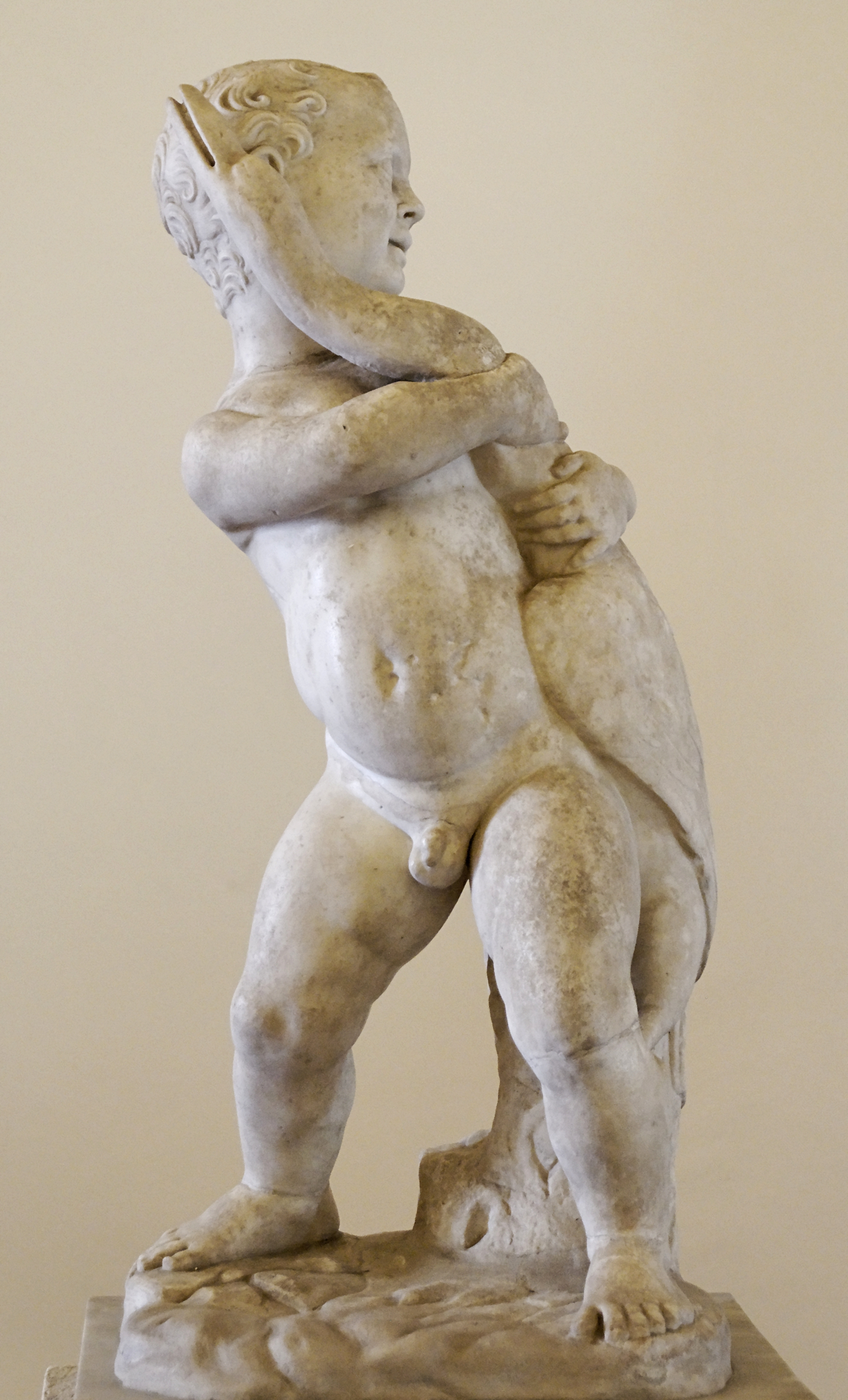
Boethos di Calcedonia
Il Galata suicida
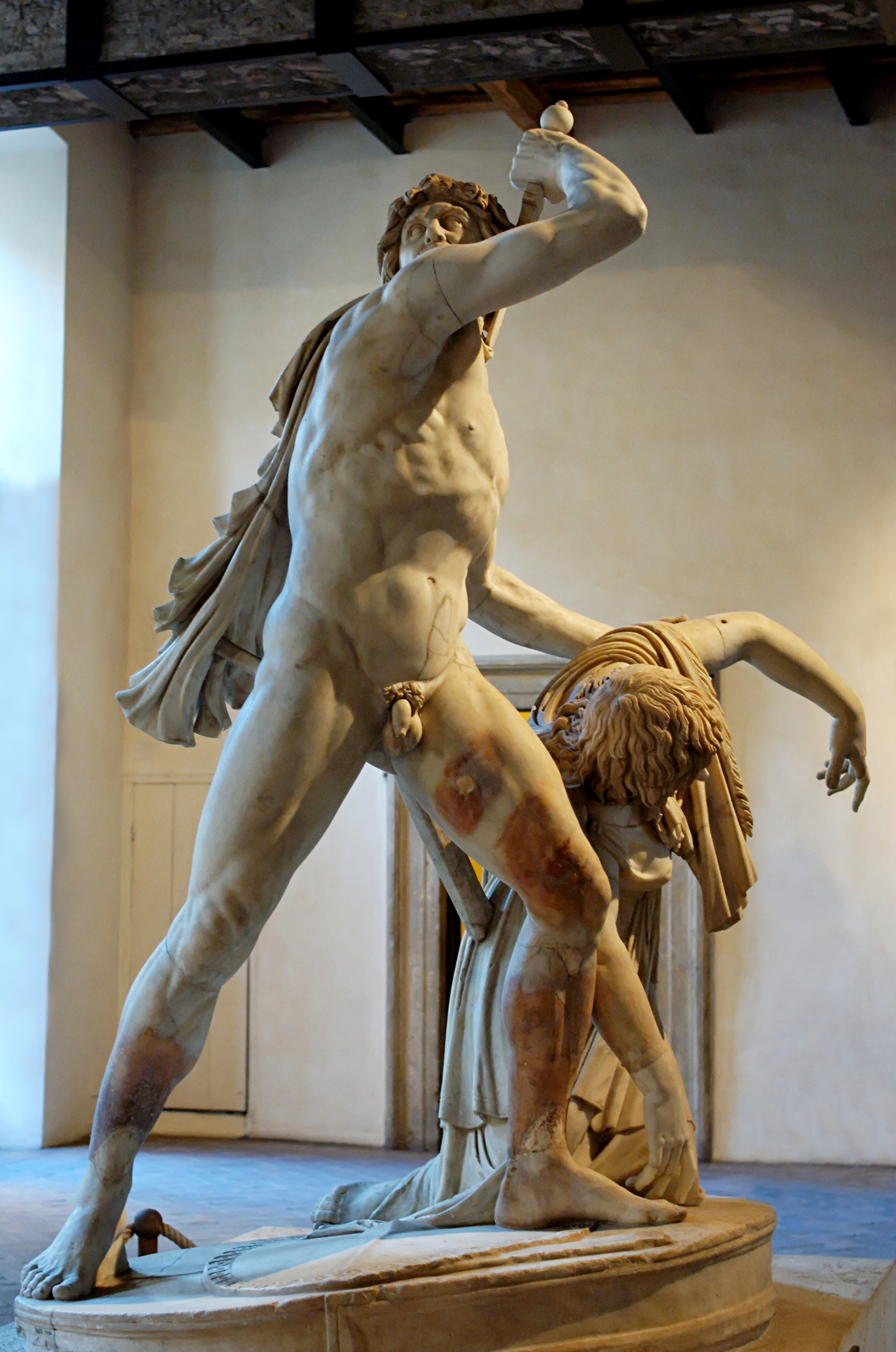
Il Galata suicida
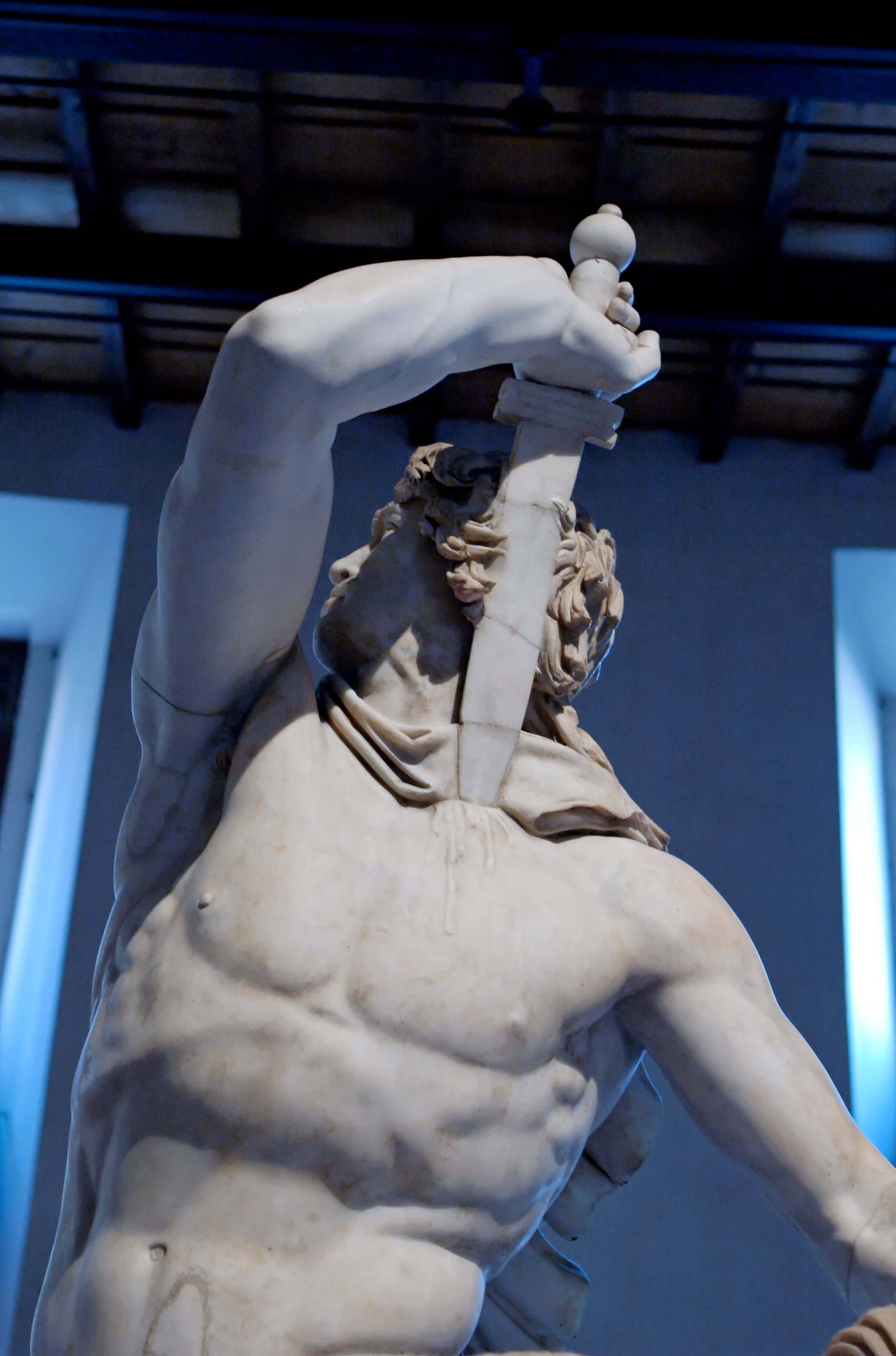
Il Galata suicida (dettaglio)
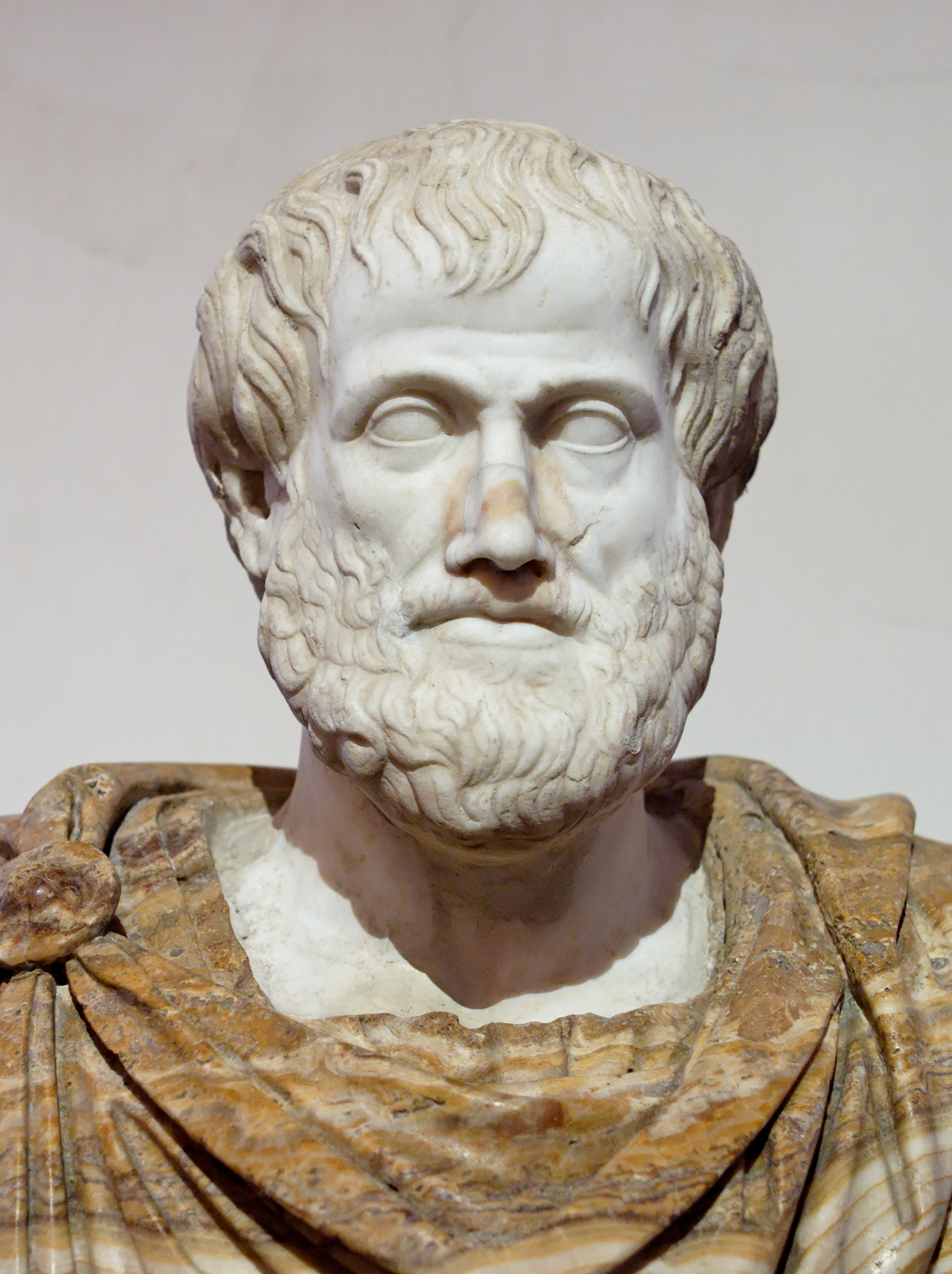
Aristotele
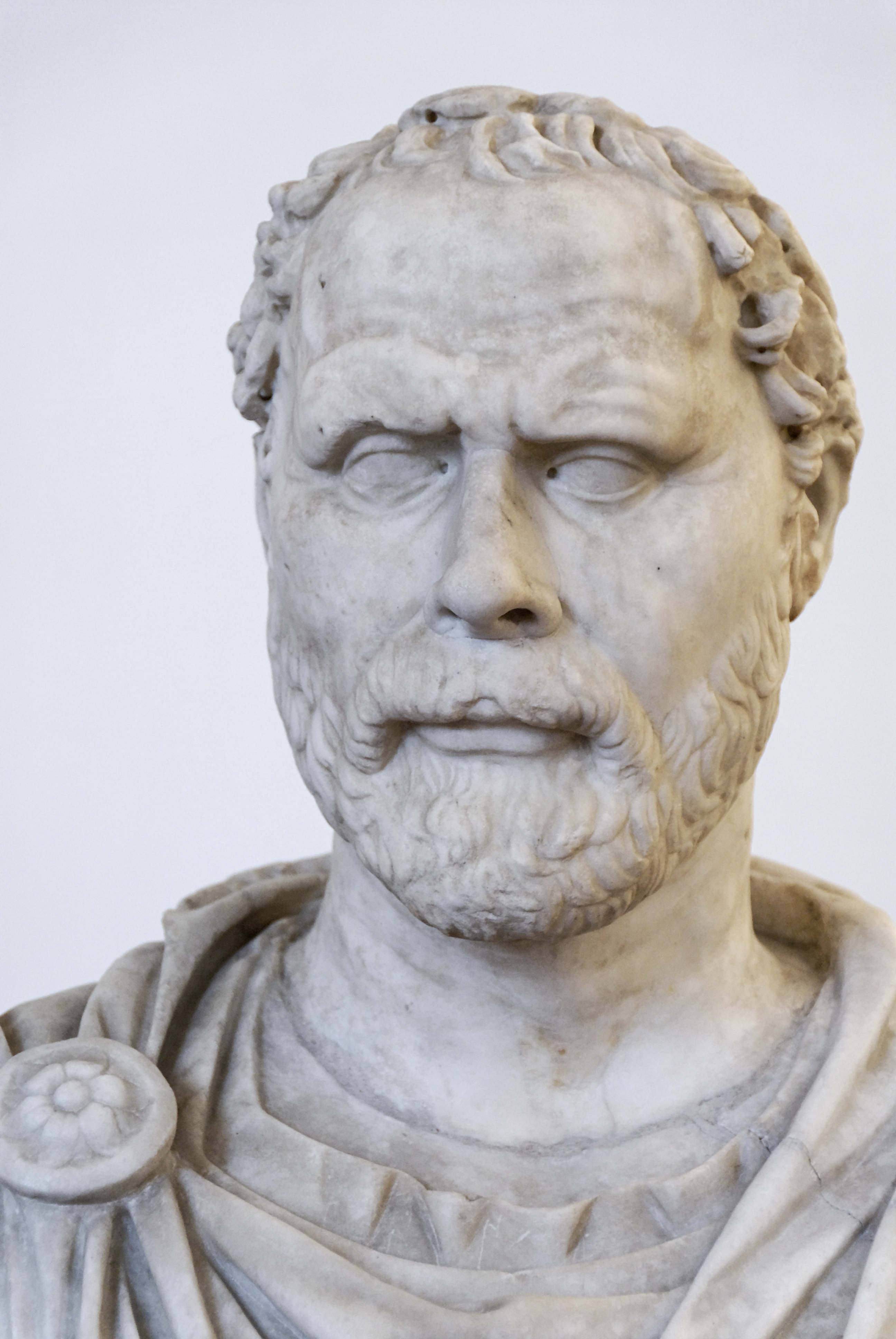
Demostene
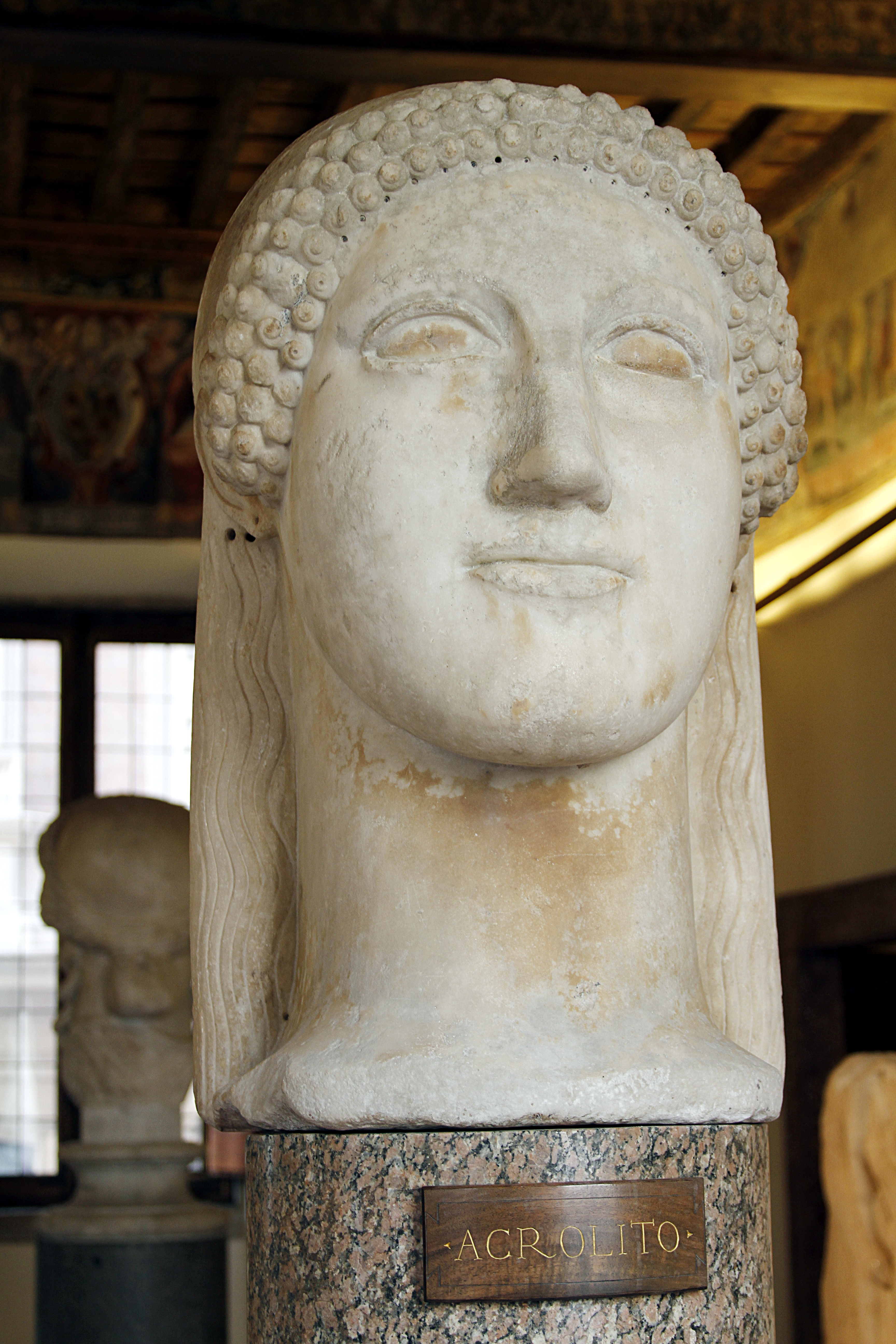
Acrolito Ludovisi
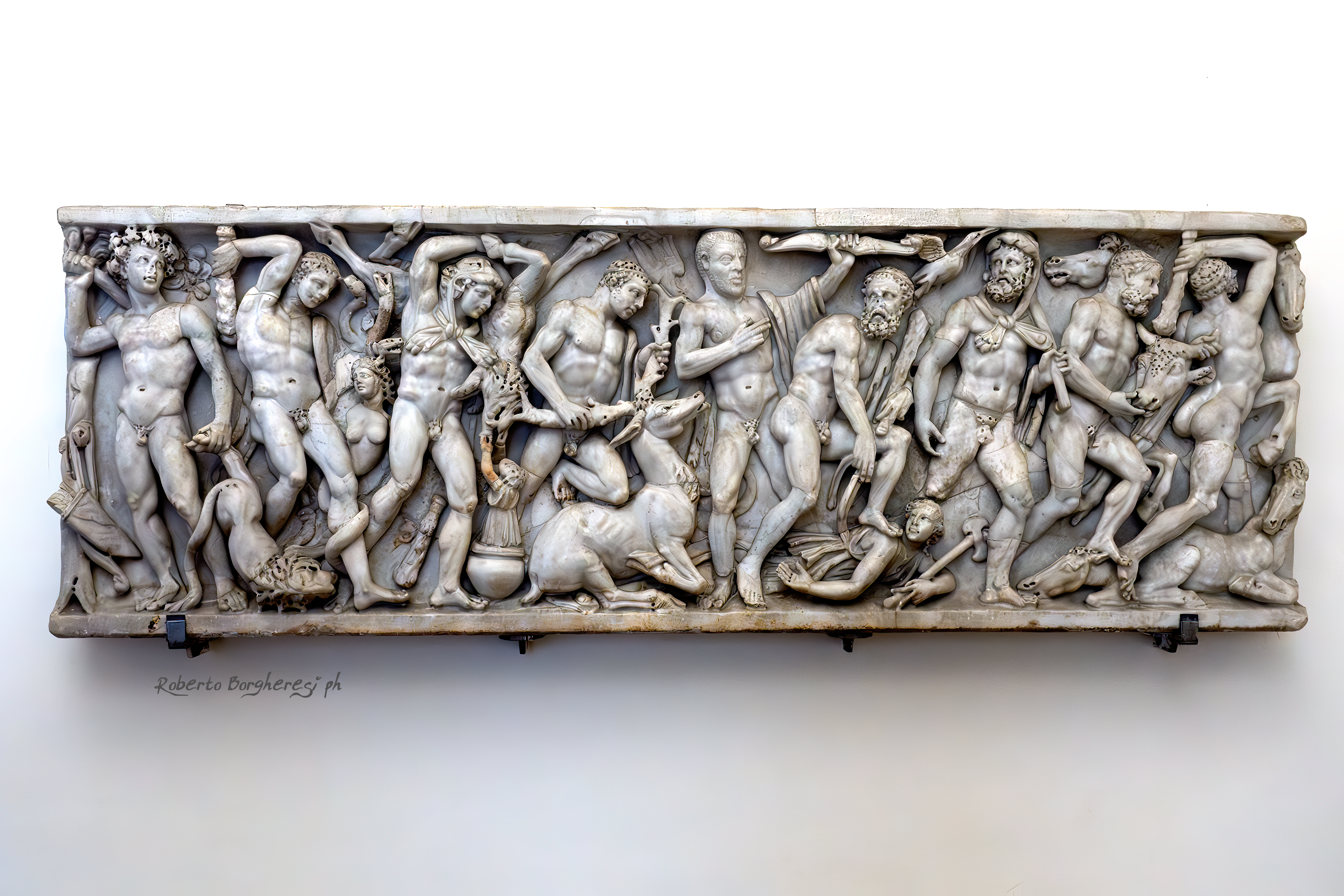
Le Nove Fatiche di Ercole